# شخصيات عالم مارفل السينمائي: من أ إلى ل

## أ

### أجاك
أجاك (تجسده سلمى حايك) هي الزعيمة الحكيمة والروحية للأبديين، التي تمتلك قدرات الشفاء وتعمل بمثابة "الجسر" بين الأبديين والأريشيم السماوي. وبناءً على هذه الديناميكية، تدرك أجاك أن الظهور سيحدث، وتقرر محاولة إيقافه في الوقت الحاضر بناءً على حبها المتزايد للبشرية. ومع ذلك، يرى زميلها الأبدي إيكاريس هذا الأمر على أنه خيانة ويؤدي إلى قتلها على يد المنحرفين، وتصبح سيرسي الجسر الجديد إلى أريشيم.
كانت حايك مترددة في البداية عندما عُرض عليها الدور، على افتراض أنها ستحصل فقط على دور مساعد لشخصية "الجدة".  إن نظير أجاك في القصص المصورة هو ذكر، وقد صرحت حايك أن إجراء التغيير إلى أنثى سمح لها بالاعتماد على أنوثة الشخصية باعتبارها "شخصية الأم" لبقية الأبديين. 
اعتبارًا من 2025 ظهرت الشخصية في مشروع واحد: فيلم الأبديون (2021).

### ألغريم / كيرس
ألغريم (قام بدوره أديوالي أكينويي-أجباجي )،  والمعروف أيضًا باسم كيرس ، هو قزم مظلم، وملازم ماليكيث. إنه أحد القلائل من الجان المظلمين الذين نجوا من الكارثة التي كادت أن تقضي على جنسهم. يمتلك قوة ومتانة متزايدة بسبب تعزيزه بحجر كورس، مما مكنه من النجاة من ضربات ميولنير ، على الرغم من أن لوكي قتله بقنبلة ثقب أسود.
اعتبارًا من 2025 ظهرت الشخصية في مشروع واحد: فيلم ثور: العالم المظلم (2013).

### جون أليرديس / بايرو
جون أليرديس (يجسده آرون ستانفورد)، المعروف أيضًا باسم بايرو ، هو متحول يستطيع تحريك النيران في الفراغ الذي يعمل مع كاساندرا نوفا.
اعتبارًا من 2025 ظهرت الشخصية في مشروع واحد: فيلم ديدبول وولفيرين (2024). ستانفورد يعيد تمثيل دوره من أفلام شركة فوكس للقرن العشرين إكس 2 (2003) ورجال-إكس: الوقفة الأخيرة (2006).

### أميت
أميت ( التي تم التقاط حركتها بواسطة صوفيا دانو، وأداء صوتها بواسطة صبا مبارك ) هي إلهة مصرية مسجونة تشبه النسخة البشرية من تصويرها الكلاسيكي والتي يخطط آرثر هارو لإطلاق سراحها. أميت معروفة باسم "مُلتهمة الموتى" وتخطط لإلقاء حكمها الاستباقي على البشرية جمعاء. تم إطلاق سراحها بنجاح من قبل هارو ومنحته دور الصورة الرمزية لها. يبدأون خطتها، ولكن يتم إيقافهم بالجهود المشتركة لمارك سبيكتور ، وستيفن غرانت ، وليلى الفولي ، وخونشو . ثم يتم حبس أميت داخل جسد هاروو مما يؤدي إلى قتلهما بشكل دائم. يرفض مارك ويتم إطلاق سراحه من عبوديته، لكن خونشو يطلب من جيك لوكلي تنفيذ عملية الاغتيال. إنها مستوحاة من الإله المصري الذي يحمل نفس الاسم .
اعتبارًا من 2025 ظهرت الشخصية في مشروع واحد: مسلسل ديزني+ فارس القمر (2022).

### القديم الأول
القديم الأول (تجسده تيلدا سوينتون ) هي الساحرة الأعلى السابقة ومعلمة ستيفن سترينج الذي قتلها كايسيليوس .
يلتقي الإصدار الأقدم من القديم الأول مع المسافر عبر الزمن بروس بانر في مزار نيويورك أثناء البحث عن حجر الزمن .
في القصص المصورة، الشخصية هي رجل تبتي ، بينما النسخة السينمائية هي سلتيك خنثى.  تعرض اختيار سوينتون لانتقادات واسعة النطاق باعتباره تبييضًا .  أراد المخرج سكوت ديريكسون والكاتب المشارك سي روبرت كارغيل تجنب تكييف الشخصية كما تم تصويرها في القصص المصورة، حيث شعروا أنها كانت تخلد الصور النمطية للفو مانشو الآسيوي من تلك الفترة الزمنية، بينما كانت أيضًا تؤدي إلى تفاقم نقاش السيادة التبتية . أراد ديريكسون في البداية تغيير الشخصية إلى امرأة آسيوية، لكنه شعر أن هذا من شأنه إما استحضار صورة سيدة التنين أو الولع الآسيوي ، اعتمادًا على عمر الممثلة. أراد أيضًا تجنب الصورة النمطية لشخصية "غربية تأتي إلى آسيا لتتعلم عن كونها آسيوية"، لذلك قرر في النهاية اختيار ممثل غير آسيوي للدور.  تم اختيار سوينتون لأن ديريكسون شعر أنها قادرة على لعب الجانب "المسيطر، والسري، والرائع، والغامض، والصوفي" للشخصية.  كما اختار سوينتون تصوير الشخصية على أنها ثنائية الجنس، على الرغم من استخدام الضمائر الأنثوية. أعرب ديريكسون عن سعادته بتنوع طاقم الفيلم، من حيث الجنس والعرق، لكنه أقرّ بأن "الآسيويين تعرضوا للتبييض والتصنيف النمطي في السينما الأمريكية لأكثر من قرن، ويجب أن يغضب الناس وإلا فلن يتغير شيء. ما فعلته كان أهون الشرين، ولكنه لا يزال شرًا".  وبالنظر إلى اختيار الممثلين في مايو 2021، قال فيج إن الاستوديو اعتقد أنهم "أذكياء ومبتكرون للغاية" عندما تجنبوا الصورة النمطية للرجل الآسيوي الحكيم، لكن انتقاد اختيار الممثلين كان بمثابة جرس إنذار جعلهم يدركون أنه كان بإمكانهم اختيار ممثل آسيوي للدور دون الوقوع في الصور النمطية. 
اعتبارًا من 2025 ظهرت الشخصية في مشروعين: أفلام دكتور سترينج (2016) والمنتقمون: نهاية اللعبة (2019). ظهرت متغيرات الكون البديلة للقديم الأول في مشروعين: فيلم المنتقمون: نهاية اللعبة؛ ومسلسل الرسوم المتحركة ديزني+ ماذا لو...? (2021–2024).:2

### أنيكا
أنيكا (تجسدها ميكايلا كويل ) هي محاربة واكاندا وعضوة في دورا ميلاجي . تتولى أنيكا لاحقًا مسؤولية ملائكة منتصف الليل، جنبًا إلى جنب مع أوكوي . أنيكا متورطة أيضًا في علاقة رومانسية مع آيو .
اعتبارًا من 2025 ظهرت الشخصية في مشروع واحد: فيلم النمر الأسود: واكاندا للأبد (2022).

### أريشيم
أريشيم (بصوت ديفيد كاي )  هو سماوي خلق المنحرفين، ثم خلق الأبديين بعد أن تمرد المنحرفون ضد برمجتهم. يتواصل مع عضو واحد فقط من مجموعة معينة من عشرة الأبديين: على الأرض، هذا هو أجاك، ولاحقًا سيرسي بعد وفاة أجاك. بعد توقف الظهور، يأخذ أريشم سيرسي، وفاستوس ، وكينغوا بعيدًا للحكم، ويقسم على إنقاذ الأرض فقط إذا أظهرت ذكرياتهم أن البشرية تستحق الإنقاذ.
اعتبارًا من 2025 ظهرت الشخصية في مشروع واحد: فيلم الأبديون. ظهرت نسخة بديلة من أرشيم في مشروع واحد: مسلسل الرسوم المتحركة "ماذا لو ...؟" على ديزني+.

### آشا
آشا (بصوت إيريكا لوتريل ) هي مواطنة واكاندا متحمسة تتدرب في شركة أوسكورب في عالم بديل. غادرت بعد ذلك شركة أوسكورب للانضمام إلى فرقة الهندسة العالمية (ويب) التابعة لهاري أوزبورن .
اعتبارًا من 2025 ظهرت الشخصية في مشروع واحد: مسلسل الرسوم المتحركة ديزني+ سبايدرمان الجار الودود (2025–حتى الآن).

### أتوما
أتوما (قام بدوره أليكس ليفينالي) هو محارب من تالوكان وحليف مقرب من نامور .
اعتبارًا من 2025 ظهرت الشخصية في مشروع واحد: فيلم النمر الأسود: واكاندا للأبد. سوف يعود في فيلم المنتقمون: يوم القيامة (2026).

### هيكتور أيالا / النمر الأبيض
هيكتور أيالا (قام بدوره كامار دي لوس رييس )،  والمعروف أيضًا باسم النمر الأبيض ، هو حارس يعمل في مدينة نيويورك ويستمد قواه من تميمة غامضة. وهو متهم بالاعتداء على ضابط شرطة سري يدعى شاناهان وقتله، ويمثله مات موردوك كمحامي له. بفضل الشهادات الجديدة والسجلات البوليسية التي تفصل مغامرات هيكتور، نجح موردوك وماكدوفي في إقناع هيئة المحلفين ببراءته من جميع التهم. أثناء قيامه بدورية النمر الأبيض، قُتل هيكتور على يد كول نورث .
اعتبارًا من 2025 ظهرت الشخصية في مشروع واحد: مسلسل ديزني+ ديرديفيل: يولد من جديد (2025–حتى الآن).

### عائشة
عائشة (تجسدها إليزابيث ديبيكي ) هي رئيسة الكهنة للعرق السيادي ذو البشرة الذهبية، أحد الأجناس التي أنشأها التطوري العالي . إنها تستأجر حراس المجرة لحماية بطاريات أنولاكس من أبيليسك، لكنها ترسل أسطولها أومنيكارفت لإعدامهم بعد فترة وجيزة نتيجة لسرقة روكيت للعديد من البطاريات بقصد بيعها لاحقًا. عندما تم تدمير الأسطول أثناء المعركة على إيغو ، قررت عائشة إنشاء آدم لمطاردة الأوصياء.  في عام 2026، أُجبرت على إيقاظ آدم قبل أوانه بينما أجبرها التطوري العالي على مساعدته في تعقب روكيت. تم قتلها عندما تم تدمير الأرض المضادة . 
اعتبارًا من 2025 ظهرت الشخصية في مشروعين: أفلام حراس المجرة 2 (2017) وحراس المجرة 3 (2023). ظهرت نسخة بديلة من عائشة في مشروع واحد: مسلسل الرسوم المتحركة "ماذا لو ...؟" على ديزني+.

### آيو
آيو (تجسدها فلورنسا كاسومبا ) هي ثاني قائدة لدورا ميلاجي في واكاندا. تم ترقيتها لتصبح جنرالًا لدورا ميلاجي بعد إزالة أوكوي. كما يظهر أنها في علاقة رومانسية مع أنيكا.
اعتبارًا من 2025 ظهرت الشخصية في خمسة مشاريع: أفلام كابتن أمريكا: الحرب الأهلية (2016) (كاميو)، النمر الأسود (2018)، المنتقمون: الحرب اللانهائية (2018)، النمر الأسود: واكاندا للأبد (2022)، ومسلسل ديزني+ الفالكون وجندي الشتاء (2021).

## ب

### هانتر بي-15 / فيريتي ويليس
هانتر بي-15 (تجسده وونمي موساكو) هي عميلة سابقة وزعيمة جديدة لمنظمة تباين الزمن (TVA) و"متغيرة" مغسولة الدماغ تتذكر عائلتها لاحقًا وتتصادق مع لوكي . في " الخيال العلمي "، تم الكشف عن أنها نسخة مختلفة من فيريتي ويليس ، طبيبة أطفال من مدينة نيويورك في عام 2012.
اعتبارًا من 2025 ظهرت الشخصية في ثلاثة مشاريع: مسلسل ديزني+ لوكي (2021–2023)؛ فيلم ديدبول وولفيرين؛ وسلسلة القصص المصورة تي في أي (2024–حتى الآن).

### ناكيا بهادير
ناكيا بهادير (تجسدها ياسمين فليتشر) هي صديقة كامالا خان المقربة، وهي طالبة في مدرسة كولز الأكاديمية الثانوية. بين نمط حياتها الأمريكي ومعتقداتها الإسلامية، قررت الترشح لتصبح عضوًا في مجلس إدارة المسجد الإسلامي في جيرسي سيتي وتوصيل أفكار تقدمية، وقد نجحت في ذلك، حيث دافعت عن المسجد ضد التعديات غير المحترمة من قبل إدارة مكافحة الأضرار بالولايات المتحدة . في البداية، تجاهل بهادر أن خان هي البطلة الخارقة التي ظهرت حديثًا في جيرسي سيتي، وكان حذرًا من تصرفاتها، معتبرًا أنها تلفت الكثير من الاهتمام غير المرغوب فيه إلى المجتمع المسلم المحلي. وعلى الرغم من انزعاجها عند اكتشاف الحقيقة، تمكنت هي وخان من التصالح، وساعد بهادير خان في محاربة مكافحة الأضرار لحماية كامران.
اعتبارًا من 2025 ظهرت الشخصية في مشروع واحد: مسلسل ديزني+ مس مارفل (2022).

### كلينت بارتون / هوك آي / رونين

#### عائلة بارتون
تلعب عائلة كلينت بارتون دورًا مهمًا في حياته. لورا بارتون (تجسدها ليندا كارديليني) والمعروفة أيضًا باسم العميل 19 ، هي عميلة سابقة في شيلد وزوجة كلينت.أنجب الزوجان ثلاثة أطفال: كوبر (قام بدوره بن ساكاموتو)، وليلى (قام بدورها آفا روسو)، وناثانيال بارتون (قام بدوره كيد وودوارد). لحماية أنفسهم، تعيش لورا وأطفالها في سرية تامة، دون علم المنتقمون . ومع ذلك، يزور المنتقمون مزرعة بارتون في عام 2015، وتذكر لورا أنها حامل بطفلهما الثالث. يقرر كلينت التقاعد من المنتقمون ليكون مع عائلته، وتنجب لورا لاحقًا ناثانيال. في عام 2018، أصبحت هي وأطفال بارتون الثلاثة ضحايا للومضة ، ولكن تم إعادتهم إلى الحياة في عام 2023. في عام 2024، بقيت في المنزل بينما أخذ كلينت الأطفال في رحلة إلى مدينة نيويورك ، وفي وقت لاحق حصلت على ساعة شيلد القديمة الخاصة بها عندما عاد كلينت إلى المنزل.
اعتبارًا من 2025 ظهرت الشخصيات في ثلاثة مشاريع: أفلام المنتقمون: عصر ألترون (2015) والمنتقمون: نهاية اللعبة؛ ومسلسل ديزني+ هوك آي (2021).

### جورج باتروك
جورج باتروك (قام بدوره جورج سانت بيير) هو لاعب كيك بوكسينغ جزائري، ومرتزق، وقراصنة على رأس النشرة الحمراء للإنتربول ، فضلاً عن كونه عميلاً سابقاً في المديرية العامة للأمن الخارجي سجل 36 مهمة قتل قبل تسريحه من قبل الحكومة الفرنسية. بحلول عام 2024، أصبح زعيم الجماعة الإجرامية لاف. شارون كارتر تكشف عن طريق الخطأ أنها صاحبة السلطة لباتروك وتقتله عندما طالبه بمزيد من المال.
اعتبارًا من 2025 ظهرت الشخصية في مشروعين: فيلم كابتن أمريكا: جندي الشتاء (2014)؛ ومسلسل ديزني+ الفالكون وجندي الشتاء. ظهرت نسخة الكون البديل لباتروك في مشروع واحد: مسلسل الرسوم المتحركة ديزني+ ماذا لو...?.:2

### روث بات سيراف
روث بات سيراف (تجسدها شيرا هاس) هي قاتلة إسرائيلية سابقة من الأرامل السوداء والتي تدربت في الغرفة الحمراء .  بعد سقوط الغرفة الحمراء، أصبحت مسؤولة رفيعة المستوى في الحكومة الأمريكية، وعملت كمستشارة أمنية لرئيس الولايات المتحدة ثاديوس روس . تشارك في قمة دولية وتقاتل إيزايا برادلي وآخرين يحاولون اغتيال روس أثناء الاجتماع. بعد اكتشافها أن برادلي تعرض لغسيل دماغ، تساعد سام ويلسون وخواكين توريس في إيقاف الشخص الذي يقف وراء ذلك: صامويل ستيرنز ، الذي يحاول تدمير إرث روس بسبب استعباد روس له واستخدامه للعمل مع وعد كاذب بتحريره. بعد أن شاهدت روس يتحول إلى ريد هالك ، أصبحت صديقة لبرادلي الذي تمت تبرئته، والذي اشترى لها تذاكر لحضور مباراة كرة سلة . 
اعتبارًا من 2025 ظهرت الشخصية في مشروع واحد: فيلم كابتن أمريكا: عالم جديد شجاع (2025).

### كوينتين بيك / ميستيريو
كوينتين بيك (يجسده جيك جيلنهال)، هو موظف سابق في شركة صناعات ستارك ومتخصص في الأوهام المجسمة يتنكر في هيئة بطل خارق يدعى ميستيريو، الذي يدعي أنه من الأرض-833. تم تجنيده من قبل تالوس (الذي ينتحل شخصية نيك فيوري ) لمساعدة سبايدرمان في إيقاف العناصر، والتي قام بإنشائها سراً من خلال الأوهام كوسيلة للحصول على اعتراف بعمل حياته، والانتقام بسبب مظلمته في شركة ستارك إندستريز ومن قبل الراحل توني ستارك، صاحب العمل السابق له. يتم قتله بعد أن فشلت إحدى الطائرات بدون طيار، حيث قام ويليام جينتر ريفا بتنزيل بيانات الطائرات بدون طيار وتزييف اللقطات لتوريط سبايدر مان في الهجوم بالإضافة إلى كشف بيك عن هوية باركر للعالم، وحتى أولئك الذين كانوا إلى جانبه. يتم التراجع عن انتصار بيك على سبايدرمان لاحقًا عندما يلقي ستيفن سترينج تعويذة تجعل العالم ينسى وجود باركر على الإطلاق.
اعتبارًا من 2025 ظهرت الشخصية في مشروع واحد: فيلم سبايدر-مان: بعيدا عن الوطن (2019). ظهرت نسخة بديلة من بيك (بصوت أليخاندرو صعب) في مشروع واحد: مسلسل الرسوم المتحركة ديزني+ ماذا لو...?.

### كيت بيشوب

#### عائلة بيشوب
ديريك (قام بدوره بريان دارسي جيمس) و إليانور بيشوب (تجسدها فيرا فارميغا ) هما والدا كيت بيشوب الأثرياء .بعد وفاة ديريك خلال معركة نيويورك ، أجبر الوضع المالي الصعب إليانور، الرئيسة التنفيذية لشركة بيشوب للأمن، على أن تصبح شريكة لويلسون فيسك، وتتعاون مع عملياته في مدينة نيويورك، الأمر الذي كان عليها أن تخفيه عن ابنتها. عندما بدأت كيت التحقيق في مافيا البدلات الرياضية مع كلينت بارتون، قامت إليانور بتعيين يلينا بيلوفا ووضعت مكافأة على رأس بارتون. في النهاية أدركت إليانور أن ابنتها قد تكون في خطر، لذا اتخذت قرارًا بالتوقف عن العمل مع فيسك. لقد أدى قرار إليانور إلى جعلها هدفًا لمافيا الملابس الرياضية وفيسك نفسه، لكن كيت أنقذتها، قبل أن يتم القبض عليها بسبب الجرائم التي ارتكبتها.
اعتبارًا من 2025 ظهرت الشخصيات في مشروع واحد: مسلسل ديزني+ هوك آي.

### كارميلا بلاك
كارميلا بلاك (بصوت أنايريس كوينونيس) هي عضو في عصابة العقارب التي تعمل كنائبة ماك غارغان في عالم بديل.
اعتبارًا من 2025 ظهرت الشخصية في مشروع واحد: مسلسل الرسوم المتحركة ديزني+ سبايدرمان الجار الودود.

### دانيال بليك
دانيال بليك (قام بدوره مايكل جاندولفيني)  هو عضو متحمس في حملة ويلسون فيسك الانتخابية لمنصب عمدة المدينة والذي أصبح تلميذه.
اعتبارًا من 2025 ظهرت الشخصية في مشروع واحد: مسلسل ديزني+ ديرديفيل: يولد من جديد.

### آل العمياء
آل العمياء (تجسد دورها ليزلي أوغامز) هو زميلة ويد ويلسون المسنة العمياء في السكن على الأرض-10005.
اعتبارًا من 2025 ظهرت الشخصية في مشروع واحد: فيلم ديدبول وولفيرين. أعادت أوغامز تمثيل دورها من أفلام شركة فوكس للقرن العشرين ديدبول (2016) وديدبول 2 (2018).

### إميل بلونسكي / أبومنيشن
إميل بلونسكي (قام بدوره تيم روث)، والمعروف أيضًا باسم أبومنيشن، هو جندي مشاة بحرية ملكي بريطاني تحول إلى مخلوق بشري فظيع ذو وظائف فسيولوجية محسنة ومظهر مشوه نتيجة حقنه بنسخة تجريبية من مصل الجندي الخارق، بالتزامن مع التعرض اللاحق لإشعاع غاما مكثف تمامًا مثل بروس بانر نفسه قبل سنوات.  
كانت منظمة شيلد مسؤولة في البداية عن احتجاز بلونسكي في زنزانة تبريد في ألاسكا؛ وقد هدد فيل كولسون ذات مرة بإرسال غرانت وارد للعمل هناك. بعد انهيار شيلد، تولت شركة السيطرة على الأضرار مهمة احتجازه ووضع بلونسكي في سجن شديد الحراسة في كاليفورنيا. بعد الومضة، تمكن بلونسكي من السيطرة على نفسه على مستويات متعددة، وأصبح أكثر هدوءًا واستعاد شكله البشري؛ وبعد 14 عامًا في السجن، كان يبحث عن الإفراج المشروط. طلب من جينيفر والترز أن تكون محاميته وأصبح صديقًا لها. انتقل بعد ذلك إلى كامار تاج.
اعتبارًا من 2025 ظهرت الشخصية في ثلاثة مشاريع: أفلام هولك الخارق (2008) وشانغ تشي وأسطورة الحلقات العشر (2021)؛ ومسلسل ديزني+ شي هولك: المحامية (2022). سيظهر نسخة بديلة لبلونسكي في مسلسل الرسوم المتحركة ديزني+زومبي مارفل (2025).

### جيري وروز بلود
جيري بلود (تجسدها زوي تيراكيس) وروز بلود (تجسدها شاكيرا باريرا)، والمعروفتان أيضًا باسم شقيقتي بلود ، هما رياضيتان سابقتان تحولتا إلى مقاتلتي شوارع تم تعيينهما للعمل كمنفذتين لعصابة باركر روبينز . 
اعتبارًا من 2025 ظهرت الشخصيات في مشروع واحد: مسلسل ديزني+ آيرون هارت (2025).

### إلسا بلودستون
إلسا بلودستون (تجسدها لورا دونيلي) هي ابنة يوليسيس بلودستون المنفصلة التي تكره تقاليد عائلتها في صيد الوحوش.
اعتبارًا من 2025 ظهرت الشخصية في مشروع واحد: العرض الخاص لديزني+ المستذئب في الليل (2022).

#### عائلة بلودستون
يوليسيس بلودستون (بصوت ريتشارد ديكسون)  هو والد إلسا بلودستون المتوفى الذي كان يصطاد الوحوش والذي كان يحمل حجر الدم في الأصل وتم تحويل جثته إلى روبوت متحرك بعد وفاته.فيروسا بلودستون (جسدتها هارييت سانسون هاريس )  هي صائدة وحوش وأرملة يوليسيس وزوجة أب إلسا. بعد وفاة زوجها، أصبحت زعيمة مجموعته من صائدي الوحوش.
اعتبارًا من 2025 ظهرت الشخصيات في مشروع واحد: العرض الخاص لديزني+ المستذئب في الليل.

### رالف بوهنر
رالف بوهنر (يجسد شخصيته إيفان بيترز ) هو أحد سكان ويستفيو، نيوجيرسي، والذي تجبره أغاثا هاركنس على تقليد شقيق واندا ماكسيموف التوأم بيترو . يسيطر عليه هاركنس، ويمنحه سرعة بييترو الفائقة ويجعله يلعب الدور من أجل اكتشاف كيف خلقت واندا واقعها البديل. تم تقديمه في البداية باعتباره الزوج غير المرئي لـ "أغنيس" (الاسم المستعار لهاركنس)، والذي تم ذكره كثيرًا كلما احتاجت أغنيس إلى نكتة لخط الضحك. يتم تحريره من سيطرة هاركنس عندما تزيل مونيكا رامبو قلادة سحرية كان يرتديها. بعد مرور ثلاث سنوات، يلتقي مع ويليام كابلان وصديقه إيدي ليكشف لهم ما حدث في ويستفيو وكيف سيطر هاركنيس عليه.
لقبه هو متجانس مع "بونر".  كان الدور بمثابة إشارة لشخصية بيترز بيتر ماكسيموف في سلسلة أفلام رجال إكس من إنتاج شركة فوكس للقرن العشرين.
اعتبارًا من 2025 ظهرت الشخصية في مشروعين: مسلسل ديزني+ واندا فيجن (2021) وأجاثا طوال الوقت (2024).

### بلاكاغار بولتاغون / بلاك بولت
بلاكاجار بولتاجون (قام بدوره أنسون ماونت )، والمعروف أيضًا باسم بلاك بولت ، هو رئيس العائلة المالكة غير البشرية وملك أتيلان ، الذي يمكن لصوته أن يسبب الدمار بأدنى همسة.
على الأرض-838 ، بلاك بولت هو عضو في جماعة المتنورين الذي قتلته واندا ماكسيموف بعد أن غيرت الواقع لإزالة فمه. عند إدراكه لهذا الأمر، أصيب بولتاغون بالذعر وقام عن طريق الخطأ بتدمير دماغه بصراخ مكتوم.
اعتبارًا من 2025 ظهرت الشخصية في مشروع واحد: مسلسل تلفزيون مارفل إنهيومانز ‏ (2017). ظهرت نسخة بديلة من بلاك بولت في مشروع واحد: فيلم دكتور سترينج في جنون الكون المتعدد (2022).

### مالوري بوك
مالوري بوك (تجسدها رينيه إليز جولدسبيري ) محامية في شركة جودمان، ليبر، كورتزبيرج وهوليواي، تتعرض للتهديد من قبل جينيفر والترز التي تصبح رئيسة جديدة لقسم القانون الخارق للطبيعة.
اعتبارًا من 2025 ظهرت الشخصية في مشروع واحد: مسلسل ديزني+ شي هولك: المحامية.

### أودين بورسون
أودين بورسون (يجسده أنتوني هوبكنز )، والمعروف أيضًا باسم أودين الأب الأول ، هو حاكم أسكارد ، وابن بور، والأب البيولوجي لثور وهيلا، والأب المتبني للوكي، وزوج فريغا. وهو مستوحى من أودين في الأساطير الإسكندنافية. في عام 2013، تم إزالته من السلطة من قبل لوكي ووضعه تحت تعويذة لجعله ينسى حياته الماضية قبل وضعه في دار للمسنين في مدينة نيويورك. يتمكن من التحرر من تعويذة لوكي قبل التوجه إلى النرويج بدلاً من العودة إلى أسغارد، راغبًا في عدم إزعاجه. عندما تم العثور عليه من قبل أبنائه، حذرهم أودين من أن وقته قد حان وأن هيلا سوف تتحرر بعد وفاته. يودعهم كلاهما ويختفي سريعًا. ثم يظهر مرة أخرى لفترة وجيزة في رؤية، مما يسمح لثور بإدراك أن إطلاق سراح سورتور ودفع راغناروك هو المفتاح لإيقاف هيلا.
اعتبارًا من 2025 ظهرت الشخصية في ثلاثة مشاريع: أفلام ثور (2011)، ثور: العالم المظلم، وثور: راجناروك (2017). ظهرت نسخة بديلة لأودين (بصوت جيف بيرجمان) في مشروع واحد: مسلسل الرسوم المتحركة ديزني + ماذا لو...؟.

### إيلي برادلي
إيلي برادلي (قام بدوره إيليجاه ريتشاردسون)  هو حفيد إيزايا برادلي .
اعتبارًا من 2025 ظهرت الشخصية في مشروع واحد: مسلسل ديزني+ الفالكون وجندي الشتاء.

### إيزايا برادلي
إيزايا برادلي (يجسد شخصيته كارل لومبلي ) هو جندي مسن خارق خدم في الحرب الكورية ، وخلال ذلك الوقت تم إرساله خلف خطوط العدو لمحاربة باكي بارنز الذي تعرض لغسيل دماغ، والذي تضرر ذراعه المعدنية. بعد إنقاذ جنود سود آخرين كانوا محتجزين، تم سجنه من قبل حكومة الولايات المتحدة وهيدرا لمدة 30 عامًا، وأجريت عليه تجارب، وأبقي وجوده سرًا. ساعدته ممرضة على الهروب من خلال تزوير وفاته وذهب للاختباء. وبحلول عام 2024، أصبح يعيش في بالتيمور مع حفيده إيلي برادلي. يرفض مساعدة سام ويلسون وبارنز عندما يبحثان عنه، ويكشف عن كراهيته للحكومة وازدرائه لفكرة أن يصبح رجل أسود كابتن أمريكا. لاحقًا، بعد أن حصل سام على اللقب رسميًا، استخدم نفوذه الجديد لإنشاء نصب تذكاري وتمثال لبرادلي في مؤسسة سميثسونيان كجزء من معرض "كابتن أمريكا" الحالي.
عندما يرافق برادلي ويلسون في زيارة إلى البيت الأبيض، يبدو أنه يحاول إطلاق النار على الرئيس ثاديوس روس، لكن سرعان ما يتبين أن برادلي وآخرين تعرضوا لغسيل دماغ على يد صمويل ستيرنز كجزء من مؤامرة لتشويه سمعة روس. بمجرد الكشف عن دور ستيرنز في المؤامرة، يتم تحرير برادلي.
اعتبارًا من 2025 ظهرت الشخصية في مشروعين: مسلسل ديزني+ الفالكون وجندي الشتاء؛ وفيلم كابتن أمريكا: عالم جديد شجاع.

### إلين براندت
إلين براندت (تجسدها ستيفاني زوستاك) هي محاربة قديم فقدت ذراعها في المعركة قبل أن يقوم مؤسس إيم ألدريتش كيليان بحقنها بفيروس إكستريميس، الذي يمنحها قدرات تجديدية محسنة. تهاجم هي وإيريك سافين توني ستارك في تينيسي، لكن ستارك قادر على التسبب في انفجار يرسل براندت إلى مجموعة من خطوط الكهرباء، مما يؤدي إلى صعقها بالكهرباء بشكل قاتل.
اعتبارًا من 2025 ظهرت الشخصية في مشروع واحد: فيلم آيرون مان 3 (2013).

### بيتي برانت
إليزابيث " بيتي " برانت (تجسدها أنجوري رايس ) هي طالبة في مدرسة ميدتاون للعلوم والتكنولوجيا . إنها أفضل صديقة لليز آلان ، ومضيفة تقرير الأخبار بالمدرسة إلى جانب جيسون إيونيلو ، الذي يُفترض أنه معجب بها من دون مقابل. في عام 2018، أصبحت ضحية للومضة، لكنها عادت إلى الحياة في عام 2023. في عام 2024، دخلت في علاقة قصيرة مع نيد ليدز في أوروبا، وحافظت على الصداقة بعد الانفصال. وبعد ذلك، علمت هوية سبايدر مان الحقيقية وأصبحت متدربة غير مدفوعة الأجر في صحيفة ديلي بيوغل.
اعتبارًا من 2025 ظهرت الشخصية في أربعة مشاريع: أفلام سبايدر-مان: العودة للوطن (2017)، سبايدر مان: بعيدا عن الوطن، وسبايدر-مان: لا عودة إلى الديار (2021)؛ ومسلسل الويب ديلي بيوغل (2019–2022).

### جاكسون برايس / صدمة
جاكسون برايس (يجسد شخصيته لوغان مارشال غرين ) هو عضو في منظمة أدريان تومز الإجرامية الذي يستخدم نسخة معدلة من قفاز بروك روملو الذي يصدر اهتزازات قوية ويطلق على نفسه اسم " الصادم ". بعد أن جذبت صفقة الأسلحة مع آرون ديفيس انتباه سبايدر مان، طرده تومز بسبب تهوره، الأمر الذي دفع برايس إلى التهديد بكشف عمليتهما. ردًا على ذلك، أطلق تومز أحد أسلحة فينياس ماسون على برايس لتخويفه، لكنه بدلاً من ذلك تسبب في تفككه عن غير قصد. بعد ذلك، يمنح تومز قفاز الاهتزاز وعباءة "الصدمة" إلى زميله هيرمان شولتز.
اعتبارًا من 2025 ظهرت الشخصية في مشروع واحد: فيلم سبايدر-مان: العودة للوطن.

### إريك بروكس / بليد
إريك بروكس (بصوت ماهيرشالا علي )، المعروف أيضًا باسم بليد ، هو نصف مصاص دماء "متجول نهاري" يطارد مصاصي الدماء. في عام 2024، يقترب بليد من دين ويتمان ويسأله ما إذا كان مستعدًا لاستخدام إيبوني بليد .
أحد أشكال بليد (الذي جسده ويسلي سنايبس ) هو جزء من تمرد المتغيرات التي تقاتل ضد كاساندرا نوفا في الفراغ.
اعتبارًا من 2025 ظهرت الشخصية في مشروع واحد: فيلم الأبديون (صوت غير معتمد فقط كاميو). وسوف يعود في الفيلم القادم بليد. ظهرت نسخ الأكوان البديلة لبليد في مشروعين: فيلم ديدبول وولفيرين؛ ومسلسل الرسوم المتحركة ديزني+ ماذا لو...؟ (ظهور قصير غير ناطق). يعيد سنايبس تمثيل دوره من ثلاثية أفلام بليد لنيو لاين سينما (1998–2004). سيظهر أحد نسخ بليد كفارس القمر في مسلسل الرسوم المتحركة زومبي مارفل على ديزني+.

### بلدوزر
بلدوزر (الذي جسد شخصيته ممثل غير معلن)  هو أحد أعضاء طاقم الهدم الذي يرتدي خوذة أسغاردية مسحورة.
في عالم بديل، يعتبر البلدوزر (بصوت إيتوري إيوان )  عضوًا في عصابة شارع 110.
اعتبارًا من 2025 ظهرت الشخصية في مشروع واحد: مسلسل ديزني+ شي هولك: المحامية. ظهرت نسخة بديلة من بلدوزر في مشروع واحد: مسلسل الرسوم المتحركة ديزني+ سبايدرمان الجار الودود.

### سوني بيرش
سوني بيرش (يجسد شخصيته والتون جوجينز ) هو "مجرم من المستوى المنخفض" يريد بيع تقنية هانك بيم الكمومية في السوق السوداء. لديه أتباع (يتألفون من أوزمان، وأنيتولوف، ونوكس، وعميل مكتب التحقيقات الفيدرالي ستولتز) وهو مالك مطعم (من المفترض كواجهة). يحاول بيرش شراء تقنية رجل النملة من بيم، لكن هوب فان داين ترفضه. خاض رجال بيرش بعد ذلك معركة ضد فان داين وسكوت لانغ . تمكن لاحقًا من الحصول على معلومات من أصدقاء لانج لويس وكورت وديف من خلال خليط "مصل الحقيقة".
اعتبارًا من 2025 ظهرت الشخصية في مشروع واحد: فيلم الرجل النملة والدبورة (2018). ظهرت نسخة بديلة من بيرش في مشروع واحد: مسلسل الرسوم المتحركة ديزني+ ماذا لو...؟.

### بيردي البطة
بيردي البطة (صوتها ناتاشا ليون ) هي ابنة هوارد البطة ودارسي لويس في عالم بديل حيث تزوج الاثنان .
في عالم بديل، بيردي هي عضو في فيلق نوفا ، بينما في عالم آخر، هي بطة كرتونية مجسمة تشبه والدها هوارد. 
اعتبارًا من 2025 ظهرت الشخصية في مشروع واحد: مسلسل الرسوم المتحركة ماذا لو...؟ على ديزني+.

## سي

### ليليا كالدرو
ليليا كالدرو (تجسدها باتي لوبوني ) هي ساحرة صقلية تبلغ من العمر 450 عامًا وعضو في جماعة أغاثا هاركنس. في المحاكمة الرابعة، بعد هروب هاركنس، وجنيفر كالي، وبيلي ماكسيموف، تقرر ليليا البقاء بينما يقترب منها السبعة من سالم. تقلب إحدى البطاقات، مما يتسبب في قلب الغرفة بأكملها رأسًا على عقب، مما يؤدي إلى إصابة السبعة وربما نفسها.

### كارينا
كارينا (تجسد دورها أوفليا لوفيبوند ) هي عبدة جامع التحف. تحاول الاستيلاء على حجر الطاقة ، مما يؤدي إلى انفجار يدمر جزءًا كبيرًا من مجموعة جامع التحف، ومن المفترض أنه يقتلها.

### فانيسا كارلايل
فانيسا كارلايل (تجسد دورها مورينا باكارين ) هي خطيبة ويد ويلسون السابقة. لقد كانت عاهرة وراقصة عارية من مدينة نيويورك على الأرض-10005 .

### برونو كاريلي
برونو كاريلي (يجسد شخصيته مات لينتز ) هو أفضل صديق لكامالا خان ، التي يحبها، وهو طالب سابق في مدرسة كولز الأكاديمية الثانوية. وكان من أوائل الذين عرفوا قدرات خان وساعدها على فهمها وإتقانها. بعد حصوله على القبول المبكر في معهد كاليفورنيا للتكنولوجيا، قرر كاريلي مغادرة جيرسي سيتي إلى كاليفورنيا ولكن ليس قبل مساعدة خان في التعامل مع العصابات السرية ومساعدة كامران في تجنب الوقوع في قبضة إدارة مكافحة الأضرار. ترك لها رسالة في خزانتها، كشف فيها عن مشاعره تجاهها، على الرغم من أنه من غير المعروف ما إذا كانت قد قرأتها أم لا وما الذي ذكره على وجه التحديد. تم ذكره أيضًا بشكل غير مباشر في فيلم ذا مارفيلز لعام 2023.

### ميتشل كارسون
ميتشل كارسون (يجسده مارتن دونوفان ) هو رئيس الدفاع السابق في شيلد بينما كان يعمل سراً لصالح هيدرا. عندما يكتشف هانك بيم أن شيلظ كانت تحاول تكرار جزيئات بيم الخاصة به في عام 1989، يواجه كارسون، وبيغي كارتر ، وهوارد ستارك . في عام 2015، تحالف كارسون مع تلميذ بيم السابق الذي تحول إلى عدو له، دارين كروس ، الذي تمكن من تكرار جسيمات بيم بنجاح. أثناء المواجهة بين هذه الأطراف، يهرب كارسون بالجسيمات.

### كيسي / فرانك موريس
كيسي (يجسد شخصيته يوجين كورديرو )، المعروف سابقًا باسم هانتر كيه-5إي ، هو عضو في سلطة التباين الزمني . يعمل في المنظمة البيروقراطية لجمع الأدلة وتصنيفها. في "الخيال العلمي"، تم الكشف عن أن كيسي هو في الواقع نسخة زمنية من لص البنوك والهارب من سجن ألكاتراز فرانك موريس .

### باك كاشمان
باك كاشمان (قام بدوره آرتي فروشان )  هو الرجل الأيمن والمصلح لويلسون فيسك.

### أمريكا تشافيز
أمريكا تشافيز (التي جسدتها زوتشيتل غوميز ) هي مراهقة من العالم المثالي الموازي ولديها القدرة على السفر بين الأبعاد في الكون المتعدد عن طريق فتح الأبواب على شكل نجمة.  بعد السفر عبر الكون المتعدد مع ستيفن سترينج والمساعدة في إزالة تأثير داركهولد على واندا ماكسيموف، اختارت البقاء على الأرض-616 وتعلم الفنون الصوفية في كامار تاج تحت وصاية وونغ.

### تشيري
تشيري (يجسد شخصيته كلارك جونسون ) هو ضابط متقاعد من شرطة نيويورك يعمل مع مات مردوك كمحقق له.

### أماديوس تشو
أماديوس تشو (بصوت أليكس لي) هو متدرب في شركة أوسكورب في عالم بديل. وتم ترقيته لاحقًا إلى مهندس.

### هيلين تشو
الدكتورة هيلين تشو (تجسدها كلوديا كيم ) هي عالمة وراثة كورية مشهورة عالميًا وقائدة مجموعة أبحاث U-GIN. تم استدعاؤها لمساعدة المنتقمون بأبحاثها وتكنولوجيتها في الحرب ضد الهيدرا، وعلاج إصابات كلينت بارتون. لاحقًا، اقترب منها ألترون وقام بغسل دماغها لإنشاء جسد جديد له باستخدام الفيبرانيوم والأنسجة الاصطناعية، وأصبح هذا الجسد هو فيجن .

### ستيوارت كلارك / رامبيج
ستيوارت كلارك (يجسد شخصيته إريك أندريه )، والمعروف أيضًا باسم رامبيج ، هو عضو في طاقم شارع شيكاغو بقيادة باركر روبينز الذي تم طرده لاحقًا واستبداله بـ ريري ويليامز بعد خطأ تكنولوجي أثناء عملية سطو حديثة من قبل عصابة الشوارع التابعة لهود. تم قتله لاحقًا على يد جون خارج الشاشة عندما ذكره ريري للشرطة أنه تم العثور عليه ميتًا في شقته. 

### كيليا
كيليا (تجسدها شارليز ثيرون ) هي ساحرة من البعد المظلم . في عام 2024، تأتي إلى الأرض لطلب مساعدة ستيفن سترينج .

### ب. كلياري
ب. كلياري (يجسد شخصيته أريان مؤيد ) هو وكيل لقسم مكافحة الأضرار (DODC). تولى كلياري مسؤولية الاستجوابات ضد بيتر باركر وأصدقائه وعائلته عندما كشف ميستيريو عن هويته السرية باعتباره سبايدرمان. عندما نسي كلياري وجود باركر تحت تأثير ستيفن سترينج، أعرب أيضًا عن اهتمامه بالتحقيق في حادثة وقعت في أفنجرز كون في نيو جيرسي تتعلق بكامالا خان.

### كلون
كلون (الذي جسدته سونيا دينيس) هو متخصص في الألعاب النارية وعضو في عصابة شوارع شيكاغو التي يقودها باركر روبينز .  بعد اكتشاف معلومات حول وفاة رامبيج، تم طردها هي وشركائها بسبب تحدثهم ضد روبنز.

### كيرت كونورز / السحلية
اعتبارًا من 2025 ظهرت نسخ بديلة للدكتور كيرت كونورز، وهو عالم في شركة أوسكورب تحول إلى وحش زاحف كبير يُعرف باسم السحلية أثناء محاولته إعادة نمو ذراعه المفقودة، في مشروعين: فيلم سبايدر-مان: لا عودة للديار (صوت ريس إيفانز)؛ ومسلسل الرسوم المتحركة ديزني+ "سبايدرمان الجار الودود"، والذي قدم الأخير منه النسخة الأصلية من كارلا كونورز (بصوت زهرة فازال). يعيد إيفانز تمثيل دوره من فيلم الرجل العنكبوت المذهلللمخرج مارك ويب (2012).

### باستيان كوبر / ميوز
باستيان كوبر (قام بدوره هانتر دوهان )،  والمعروف أيضًا باسم ميوز ، هو قاتل متسلسل مقنع في مدينة نيويورك يصنع الفن بدماء ضحاياه. حضر كوبر حفل توقيع كتاب هيذر جلين، "العيش بدون خوف: دليل لمواجهة الصدمات" ، في مساحة تجمع المحبرة، وأخبر جلين أنه كان من محبي عملها. بعد القبض على أنجيلا ديل تورو والبدء في تجفيف دمها، واجهه ديرديفيل، مهزومًا، وهرب. يحضر جلسة جلين، حيث يكشف عن هويته الحقيقية كملهم. في معركة أخرى مع ديريديفيل وقبل وصول فرقة مكافحة الحراس (AVTF)، قُتلت ميوز على يد جلين.

### كوزمو الكلب الفضائي
كوزمو الكلب الفضائي (يجسده جسديًا ممثلو الكلاب فريد وسليت، مع صوت وحركة إضافية بواسطة ماريا باكالوفا ) هو عضو في حراس المجرة وهو كلب عاقل طور قدرات نفسية بعد إرساله إلى الفضاء من قبل الاتحاد السوفيتي . في عام 1966، تم إرسالها إلى الفضاء وبعد فترة من الوقت تم العثور عليها من قبل جامع الذي أحضرها إلى نووير . في عام 2014، شهدت وصول الفريق ونجت من انفجار حجر الطاقة . في عام 2025، تلتقي بالفريق مرة أخرى وتصبح عضوًا فيه، وتصادق روكيت راكون وتساعدهم في إعادة بناء نووير بعد الهجوم في عام 2018. ثم تشارك في احتفالهم بعيد الميلاد. في عام 2026، بعد هجوم شنه آدم وارلوك ، تم تكليفها هي وكراغلين أوبفونتيري من قبل بيتر كويل بمراقبة نوهير بينما يغادر هو والآخرون لإنقاذ روكيت المصاب. لاحقًا، تستخدم قواها لمنع سفينة التطور العالي من الاصطدام بنووير وتنشئ نفقًا حركيًا يسمح للفريق بإنقاذ الحيوانات المأسورة. بعد أن غادر الآخرون الفريق، بقيت مع روكيت وغروت في تشكيلة الفريق الجديدة وساعدتهم في كريلور.

### فيكتور كريد / سيبرتوث
فيكتور كريد (يجسده تايلر ماين )، المعروف أيضًا باسم سيبرتوث ، هو متحول في الفراغ مع خصائص جسدية حيوانية تتضمن مخالبًا وأنيابًا قابلة للتمدد.

### دارين كروس / السترة الصفراء / مودوك
الدكتور دارين كروس (يجسد شخصيته كوري ستول ) هو تلميذ هانك بيم السابق. في عام 2015، حاول إعادة إنشاء صيغة جسيمات بيم وبيعها في مزاد في السوق السوداء، لكن سكوت لانج، وبيم، وابنة بيم هوب فان داين، تلميذ دارين الخاص واهتمامه الرومانسي المحتمل، أحبط محاولته. بعد ارتداء بدلة السترة الصفراء ، انكمش بشكل غير متساوٍ إلى حجم دون الذري في عالم الكم وأصبح فردًا متحورًا ومعززًا آليًا برأس كبير الحجم يُعرف باسم مودوك (اختصار لـ "الكائنات الحية الميكانيكية المصممة للقتل فقط"). في البداية كان يعمل تابعًا لكانج الفاتح ، وفي النهاية انشق عنه وتصالح مع لانغ، وبيم، وفان داين قبل أن يموت.

## د

### دار-بن
الرئيسة دار-بن (يجسد دوره زاوي أشتون ) هو محاربة كري ثورية ومتهمة لإمبراطورية كري التي قاتلت لاستعادة عالم كري الأم هالا بعد أن غرق في حرب أهلية مدمرة نتيجة لأفعال كابتن مارفل في قتل المخابرات العليا. بعد اكتشاف شريط الكم على إم بي-418، تقوم دار بين بتفكيك نقاط القفز عبر الفضاء لاستخراج الموارد الطبيعية من كواكب مختلفة، بما في ذلك تارناكس الرابع، وألادنا، والأرض، لاستعادة عالمها الأم. في هذه العملية، يدمر دار بين محادثات السلام الدبلوماسية بين الكري والسكرول على تارناكس الرابع، ويدخل في صراع مع كارول دانفرز، ومونيكا رامبو ، وكامالا خان ، التي تستخدم النصف الآخر من العصابات الكمومية. قبل أن يتمكن دار بين من سحب الطاقة من شمس الأرض لإعادة إشعال باما، يتدخل المارفل، لكن دار بين يستحوذ على فرقة الكم الأخرى. في محاولة لتسخير القوة المشتركة لكلا النطاقين الكموميين، قام دار بين بإنشاء ثقب دودي متعدد الأكوان، لكن طاقته الكونية أثبتت أنها مدمرة بشكل كبير وتفككها.
اعتبارًا من 2025 ظهرت الشخصية في مشروع واحد: فيلم ذا مارفيلز (2023).

### ديف
ديف (يجسد دوره تيب "تي آي" هاريس ) هو صديق سكوت لانغ ، ولويس، وكورت جوريشتر. في عام 2015، عمل كسائق هروب لانغ أثناء عمليات السرقة. ويستمتع بلعب البوكر ومشاهدة كرة القدم. ثم يسخر لاحقًا من هانك بيم بشأن السرقة التي نفذوها في منزله قبل أن يصبح أحد موظفيه.
اعتبارًا من 2025 ظهرت الشخصية في مشروعين: أفلام Ant-Man وAnt-Man and the Wasp.

### آرون ديفيس
آرون ديفيس (قام بدوره دونالد غلوفر )    هو مجرم من المستوى المنخفض يتمتع بحس أخلاقي. يحاول شراء أسلحة نارية عالية التقنية من هيرمان شولتز وجاكسون برايس، لكن سبايدرمان يقاطعه. يواجه البطل ديفيس لاحقًا، ويربط يده بسيارته، ويسأله عن خطط أدريان تومز. يقدم ديفيس معلومات عن عملية بيع مع صديقه السابق ماك غارغان ، ويعترف برغبته في إبقاء الأسلحة بعيدًا عن الشوارع لحماية ابن أخيه. يترك سبايدر مان ديفيس محاصرًا. 
اعتبارًا من 2025 ظهرت الشخصية في مشروعين: فيلم Spider-Man: Homecoming وسوني بيكتشرز أنيميشن فيلم الرجل العنكبوت: عبر عالم العنكبوت (2023) (كاميو).

### شارون ديفيس
شارون ديفيس (تجسد دورها ديبورا جو روب ) هي مواطنة من ويستفيو وزوجة تود ديفيس. بعد شذوذ ويستفيو، أصبحت السيدة هارت ، زوجة آرثر هارت وجارة واندا ماكسيموف وفيجن. بعد سنوات، قامت أغاثا هاركنس بتجنيد شارون في مجموعتها كبديل للساحرة الخضراء الضرورية، من أجل السير على طريق الساحرات. لسوء الحظ، استسلمت للسم، وتوفيت أثناء المحاكمة على طريق الساحرات.
اعتبارًا من 2025 ظهرت الشخصية في مشروعين: مسلسل ديزني+ WandaVision و Agatha All Along.

### فالنتينا أليغرا دي فونتين
الكونتيسة فالنتينا " فال " أليغرا دي فونتين (جسدتها جوليا لويس دريفوس ) هي امرأة نبيلة إيطالية وهي مديرة وكالة الاستخبارات المركزية (CIA)، والزوجة السابقة لضابط وكالة الاستخبارات المركزية إيفريت ك. روس . في عام 2024، تقترب من جون ووكر الذي تم تجريده من رتبته وعباءة كابتن أمريكا بعد قيامه بقتل أحد أعضاء محطم العلم علنًا. إنها تعرب عن تعاطفها مع وضعه ثم تقوم بتجنيده لاحقًا لتولي منصب جديد، وهو وكيل الولايات المتحدة. كما أنها تقوم بتجنيد يلينا بيلوفا كقاتلة مأجورة وترسلها في مهمة لقتل كلينت بارتون نيابة عن موكلتها إليانور بيشوب . في عام 2025، ساعدت روس في التحقيق في حدث يتعلق بالواكاندانيين. ثم اعتقلت روس بعد أن أدركت أنه كان على اتصال مع شعب واكاندا؛ ودون علمها، تم إنقاذه على يد أوكوي.
بحلول عام 2027، قام دي فونتين أيضًا بتجنيد آفا ستار ، وأنتونيا دريكوف كقاتلتين متعاقدتين. إن تورطها في مشروع "سينتري" الخارق التابع لمجموعة أو إكس إي يجعلها عرضة لخطر العزل ، مما يدفعها إلى محاولة محو الأدلة على سوء سلوكها. ترسل بيلوفا ووكر وستار ودريكوف إلى منشأة أو إكس إي بأوامر لقتل بعضهم البعض. تخبرها مساعدتها ميل أن الفريق نجح في الهروب من المنشأة وتعاون مع بوب رينولدز ، العضو الناجي من مشروع "سينتري". في وقت لاحق، تجد دي فونتين رينولدز وتحاول تجنيده. في هذه الأثناء، يتم تجنيد فريق ثاندربولتس من قبل باكي بارنز ومحاولة إنقاذ رينولدز وإيقاف دي فونتين. بعد أن تحول رينولدز إلى سينتري وكاد أن يقتل دي فونتين، قامت بتعطيله، وحولته عن غير قصد إلى نصفه الأكثر ظلامًا، الفراغ. بعد أن نجح الصواعق في تحييد الفراغ، نظمت دي فونتين مؤتمرا صحفيا أعادت فيه تسمية هؤلاء المنتقمون الجدد لتجنب العقاب. تقول لها بيلوفا بهدوء أن الفريق "يملكها".
اعتبارًا من 2025 ظهرت الشخصية في أربعة مشاريع: مسلسل ديزني+ The Falcon and the Winter Soldier؛ والأفلام الأرملة السوداء (2021)، Black Panther: Wakanda Forever، و ثاندربولتس* (2025).

### تاجر الموت
تاجر الموت (يجسد شخصيته أندي لي) هو قاتل العشر حلقات ومعلم شانغ تشي للفنون القتالية خلال شبابه. رافق رازور فيست والحلقات العشر في الحصول على قلادة شايلينغ حيث قاتل شانغ تشي قبل أن يفض وينوو القتال. أثناء معركة تا لو ، كان تاجر الموت هو الشخص الأول الذي قُتل على يد قوات ساكن الظلام ، مما دفع الخواتم العشر إلى تشكيل هدنة مع سكان قرية تا لو.
اعتبارًا من 2025 ظهرت الشخصية في مشروع واحد: فيلم "شانغ تشي وأسطورة الحلقات العشر". وسيظهر مُشتقٌّ من عالمٍ بديلٍ للشخصية في مسلسل الرسوم المتحركة "زومبي مارفل" على ديزني+.

### يوليوس ديل
جوليوس ديل (يجسد شخصيته جي بي سموف ) هو مدرس في مدرسة ميدتاون للعلوم والتكنولوجيا. كان يرافق رحلة المدرسة الأوروبية برفقة روجر هارينجتون لإيواء ضحايا بليب، حتى تم قطع الرحلة بسبب الهجمات الأولية التي شنها ميستيريو.
اعتبارًا من 2025 ظهرت الشخصية في مشروعين: أفلام Spider-Man: Far From Home و Spider-Man: No Way Home.

### أنجيلا ديل تورو
أنجيلا ديل تورو (تجسدها كاميلا رودريجيز)  هي ابنة أخت هيكتور أيالا المراهقة. بعد مقتل عمها، تحاول أنجيلا إبلاغ محاميه مات مردوك ، عن سلسلة جرائم قتل ارتكبها القاتل ميوز ، معتقدة أن أيالا كان يحقق فيها قبل وفاته، ولكن دون جدوى. تشعر أنجيلا بخيبة الأمل بسبب تجاهل مردوك للوضع، فتحاول تعقب ميوز إلى مخبئه بنفسها، إلا أنه يقوم باختطافها. تم إنقاذ أنجيلا لاحقًا على يد مردوك قبل أن يتمكن ميوز من قتلها.
اعتبارًا من 2025 ظهرت الشخصية في مشروع واحد: مسلسل ديزني+ Daredevil: Born Again.

### جاك ديرنير
جاك ديرنير (قام بدوره برونو ريتشي)  هو عضو فرنسي في قوات الكوماندوز الهادرة الذي قاتل في الحرب العالمية الثانية .
اعتبارًا من 2025 ظهرت الشخصية في مشروع واحد: فيلم كابتن أمريكا: المنتقم الأول (2011). ظهر نسخة بديلة لديرنير في مشروع واحد: مسلسل الرسوم المتحركة ديزني+ ماذا لو...؟

### رومان داي
رومان دي (يجسد شخصيته جون سي رايلي ) هو عضو في فيلق نوفا والاتصال مع بيتر كويل وحراس المجرة. تمت ترقيته إلى رتبة ديناري بسبب أفعاله أثناء معركة زاندر .
اعتبارًا من 2025 ظهرت الشخصية في مشروع واحد: فيلم Guardians of the Galaxy.

### ماكس ديلون / إليكترو
ماكس ديلون (يجسده جيمي فوكس )، المعروف أيضًا باسم إلكترو ، هو مهندس كهرباء في شركة أوسكورب من واقع بديل اكتسب قوى كهربائية بعد وقوع حادث تضمن ثعابين كهربائية معدلة وراثيًا. عند الوصول إلى الكون الرئيسي، يصبح ديلون أحد الأشرار الذين سجنهم الدكتور سترينج، على الرغم من رفضه للعلاج الذي يحاول سبايدر مان (بيتر-1) إعطائه له، واستولى على مفاعل قوسي قبل قتال رجال العنكبوت الثلاثة في تمثال الحرية . تم شفاؤه لاحقًا على يد الدكتور أوكتوبس وتصالح مع بيتر باركر من عالمه قبل أن يتم نقله بأمان إلى عالمه.
اعتبارًا من 2025 ظهرت الشخصية في مشروع واحد: فيلم سبايد-مان: لا عودة للديار. يعيد فوكس تمثيل دوره من فيلم مارك ويب الرجل العنكبوت المذهل 2 (2014).

### دوبيندر
دوبيندر (قام بدوره كاران سوني )، هو رجل من أصل هندي من الأرض-10005 ، يكسب عيشه كسائق سيارة أجرة. في أحد الأيام، يلتقط ديدبول الذي يشعر بعدم الارتياح للجلوس في المقعد الخلفي، فينتقل إلى المقعد الأمامي ويبدأ محادثة مع دوبيندر حول المكان الذي يذهب إليه ولماذا. ينتهي الأمر بالاثنين إلى تكوين صداقة غير عادية حيث يبدو أن دوبيندر يقبل بكل صراحة أسلوب حياة ديدبول العنيف. كان دوبيندر مخطوبًا في البداية لامرأة تُدعى غيتا، ولسوء حظه، مغرمًا بابن عمه باندو، الذي يصفه دوبيندر بأنه "غير شريف بقدر ما هو جذاب". بناءً على اقتراح ديدبول غير المباشر، يخطف دوبيندر باندو ويقيده في صندوق سيارته الأجرة. يدعم ديدبول المضحك تصرف دوبيندر بينما يتظاهر بالإدانة، حيث كان يركب مع كولوسوس ونيغاسونيك تينيدغ وارهيد في ذلك الوقت، وينصح دوبيندر سراً بقتل منافسه. لاحقًا، بسبب اتصال هاتفي من ديدبول، أوقف دوبيندر سيارته الأجرة فجأة واصطدمت به سيارة أخرى من الخلف، مما أدى إلى سحق صندوق السيارة وتسبب في صراخ باندو من الألم.
في تكملة الفيلم، يواصل دوبيندر قيادة ديدبول إلى عقوده ومهامه المختلفة بينما يأمل في أن يصبح قاتلًا مأجورًا بنفسه (مؤكدًا أنه نجح في قتل باندو بشكل غير مباشر) لأنه يحسد أسلوب حياة ديدبول. يبدأ العمل كعامل نظافة في مدرسة الأخت مارغريت للأطفال الضالين، لكن ديدبول وويزل يرفضان انضمامه إلى أي مهمة. يستمر دوبيندر في الظهور لمساعدة ديدبول، لكنه يتراجع عند رؤية الطاغوت. سرعان ما يعود دوبيندر لاستخدام سيارته الأجرة لقتل مدير مركز إسيكس الذي يكره المتحولين، حيث يحصل على أول إثارة له من قتل شخص ما عن قصد.
اعتبارًا من 2025 ظهرت الشخصية في مشروع واحد: فيلم ديدبول وولفرين. يُعيد سوني تمثيل دوره من فيلمي "ديدبول" و"ديدبول 2" من إنتاج شركة "توينتيث سينتشري فوكس".

### دورمامو
دورمامو (بصوت بينيديكت كومبرباتش وممثل بريطاني غير محدد الهوية) هو كيان بدائي متعدد الأبعاد وحاكم البعد المظلم. إنه يمتلك مستويات مروعة من القوة الخارقة للطبيعة. يسعى دورمامو إلى استيعاب جميع الأكوان الأخرى في بُعده المظلم وتحويل الضحايا إلى كائنات بلا عقل. يسيء المتعصبون تفسير هذا الوجود الأبدي على أنه طول عمر خيري، ويمنحهم دورمامو بعضًا من قوته. يستخدم ستيفن سترينج حجر الزمن ليوقع نفسه ودورمامو في حلقة لا نهاية لها، حيث يعرض صفقة ويموت عندما يرفض الكيان. يائسًا من الهروب من هذه الحلقة، يقبل دورمامو الصفقة لإنهائها مقابل أخذ المتعصبين من الأرض وعدم العودة إليها أبدًا. تظهر هذه النسخة من دورمامو كوجه ضخم مصنوع من طاقة غامضة متدفقة، مع عدم رؤية شكله الكامل أبدًا.
اعتبارًا من 2025 ظهرت الشخصية في مشروع واحد: فيلم دكتور سترينج. وظهرت نسخة من عالم بديل لدورمامو في مشروع واحد: مسلسل الرسوم المتحركة "ماذا لو...؟" على ديزني+.

### دوكس
الجنرال دوكس (تجسده كيت ديكي) هي عضو في هيئة التباين الزمني . عازمة على الحفاظ على الخط الزمني المقدس، فهي ترسل حلفاءها لقصف جميع الخطوط الزمنية المتفرعة في الكون المتعدد، الأمر الذي كان له تأثير قتل المليارات؛ وعلى الرغم من القبض على دوكس، إلا أن خطتها نجحت في الغالب. 
اعتبارًا من 2025 ظهرت الشخصية في مشروع واحد: مسلسل ديزني+ Loki.

### دريكوف
الجنرال دريكوف (يجسده راي وينستون ) هو ضابط رفيع المستوى في القوات المسلحة السوفيتية يعمل كمشرف على الغرفة الحمراء وأب ورئيس لتاسك ماستر. تم قتله على يد يلينا بيلوفا في عام 2016.
اعتبارًا من 2025 ظهرت الشخصية في مشروع واحد: فيلم الأرملة السوداء. نسخة بديلة من دريكوف (بصوت بيوتر مايكل ‏) ظهرت في مشروع واحد: مسلسل الرسوم المتحركة ديزني+ ماذا لو...?.

### أنطونيا دريكوف / تاسك ماستر
أنطونيا دريكوف (تجسدها أولغا كوريلينكو )، والمعروفة أيضًا باسم تاسك ماستر، هي عميلة في الغرفة الحمراء، تم غسل دماغها على يد والدها، دريكوف. تدرس أسلوب قتال خصومها لتقليدهم وتعلم كيفية استخدامه ضدهم،   :4ويستخدم تقنيات من الأبطال الخارقين الآخرين.  بحلول عام 2027، تعمل تاسك ماستر لدى فالنتينا أليغرا دي فونتين كقاتل مأجور ، ويتم إرسالها لقتل جون ووكر. يحدث قتال بينها وبين ووكر وييلينا بيلوفا وأفا ستار ، حيث يتم إطلاق النار على تاسك ماستر في الرأس من قبل ستار ويتم حرق جسدها لاحقًا في الغرفة.
اعتبارًا من 2025 ظهرت الشخصية في مشروعين: أفلام الأرملة السوداء و ثاندبولتس*.

### دروغي
الإمبراطور دروغي (قام بدوره غاري لويس ) هو زعيم مستعمرة سكرول الواقعة في تارناكس. في عام 2026، أجرى محادثات سلام مع الكري، لكن الكابتن مارفل قاطعها، مما دفع دار بين إلى مهاجمة الكوكب. ثم يتم نقله هو ومستعمرته إلى الأرض.
اعتبارًا من 2025 ظهرت الشخصية في مشروع واحد: فيلم ذا مارفيلز.

### درويغ
درويغ (يجسد دوره باري كيوغان ) هو كائن أبدي منعزل يستطيع استخدام الطاقة الكونية للسيطرة على عقول الآخرين. يصبح منعزلاً عن بقية الأبديين، محبطًا لأنه لا يتفق مع تفاعلاتهم مع البشر. والاستثناء الوحيد هو ماكاري، الذي نشأت بينهما علاقة ثقة حميمة. يتراجع درويغ إلى غابات الأمازون المطيرة ويقود طائفة دينية، بعد أن أدرك أنه أزال عبء الاختيار من هؤلاء البشر. ومع ذلك، فإنه يجتمع مع زملائه الأبديين عندما يتعرضون للهجوم من قبل المنحرفين بعد وصولهم إلى مقر إقامته. 
اعتبارًا من 2025 ظهرت الشخصية في مشروع واحد: فيلم الأبديون.

### دوم دوم دوغان
تيموثي " دوم دوم " دوغان (يجسده نيل ماكدونو ) هو عضو وزعيم في فرقة هاولينغ كوماندوز الذي قاتل إلى جانب ستيف روجرز، وباكي بارنز، وبيغي كارتر أثناء الحرب العالمية الثانية.
اعتبارًا من 2025 ظهرت الشخصية في أربعة مشاريع: فيلم كابتن أمريكا: المنتقم الأول؛ the مارفل وان شوت العميلة كارتر (2013)؛ ومسلسل مارفل التلفزيوني عملاء شيلد (2013–2020) والعميلة كارتر (2015–2016). ظهرت نسخة بديلة من عالم دوغان في مشروع واحد: مسلسل الرسوم المتحركة ديزني+ ماذا لو...?.

### دينيس دنفي
دينيس دنفي (قام بدوره ويليام مارك ماك كولوتش)  هو قائد في قوات النخبة البحرية الأمريكية وصديق سام ويلسون . تم قتله على يد صمويل ستيرنز .
اعتبارًا من 2025 ظهرت الشخصية في مشروع واحد: فيلم Captain America: Brave New World.

### جاك دوكين / السياف
جاك دوكين (يجسد شخصيته توني دالتون ) هو أحد أفراد المجتمع الثري الذي يتمتع بمهارة عالية في المبارزة . برفقة عمه أرماند الثالث ، يحضر مزادًا في السوق السوداء للأشياء المسروقة من مجمع المنتقمون في عام 2024، ويسرق سيف رونين القابل للسحب. تم توريطه في قضية قتل عمه من قبل خطيبته إليانور بيشوب بناءً على طلب ويلسون فيسك . يساعد جاك لاحقًا كيت بيشوب في محاربة مافيا الملابس الرياضية . بحلول عام 2027، أصبح جاك حارسًا مسلحًا بالسيف في مدينة نيويورك يُعرف باسم السياف ، والذي بعد أن تم اعتبار العمل الحر غير قانوني في المدينة، تم سجنه في زنزانة رئيس البلدية فيسك . 
اعتبارًا من 2025 ظهرت الشخصية في مشروعين: مسلسل ديزني+ Hawkeye و Daredevil: Born Again.

#### عائلة دوكين
أرماند دوكين الثالث (قام بدوره سيمون كالوو )  هو عم جاك دوكين . في عام 2024، اكتشف أرماند الثالث أن خطيبة جاك آنذاك إليانور بيشوب كانت تعمل لصالح زعيم الجريمة ويلسون فيسك وهدد بكشفهم، مما دفع إليانور إلى قتل أرماند الثالث.أرماند دوكين السابع (قام بدوره جوناثان بيرجمان)  هو حفيد أرماند الثالث.
اعتبارًا من 2025 ظهرت الشخصيات في مشروع واحد: مسلسل ديزني+ Hawkeye.

## إي

### إيغو
إيغو (يجسد شخصيته كيرت راسل ) هو سماوي وأب بيتر كويل ومانتس. ينقذ إيغو حراس المجرة من طائرات الملك بدون طيار، ويأخذ المجموعة إلى كوكبه (امتداد له) ويعلم بيتر كيفية تسخير الطاقة السماوية التي ورثها منه. يكشف إيغو أنه زرع بذورًا في العديد من العوالم، الأمر الذي تطلب قوة اثنين من الكائنات السماوية لتحويل العوالم إلى أرض صالحة للعيش على صورة إيغو. ولتحقيق هذه الغاية، قام بتلقيح العديد من النساء وقتل جميع الأطفال عندما فشلوا في وراثة الطاقة السماوية. يكشف إيغو أنه زرع الورم الذي قتل والدة بيتر، ويهاجمه بيتر بعنف. يستمد إيغو طاقته بشكل طفيلي لبدء العملية، لكن الأوصياء يفجرون دماغه في مركز الكوكب، مما يؤدي إلى مقتله وحرمان ستار لورد من صفاته السماوية.

### إيتري
إيتري (قام بدوره بيتر دينكلج ) هو ملك الأقزام ، وهو عِرق قديم من الأقزام المهرة. على عكس شكله الصغير التقليدي في الكتب المصورة، تم تصوير نسخة عالم مارفل السينمائي من إيتري بحجم عملاق (على الرغم من أنه لا يزال يشير إلى عرقه باسم الأقزام). يأتي ثور إليه على نيدافيلير يطلب منه سلاحًا جديدًا بعد تدمير ميولنير على يد هيلا . يكشف إيتري أن ثانوس أجبر الأقزام على إنتاج قفاز اللانهائية ، قبل أن يقتل الجنس البشري بأكمله باستثناء إيتري، ويدمر يديه ليجعله غير قادر على صنع أي شيء مرة أخرى. يساعد ثور، وغروت ، وروكيت إيتري في صنع السلاح الجديد، ستورم بريكر.

### هارفي إلدر / مول مان
هارفي إلدر (قام بدوره بول والتر هاوزر )،  والمعروف أيضًا باسم مول مان ، هو عدو سابق تحول إلى حليف لـ الأربعة المذهلين والحاكم البشري لـ تحت الأرض ، وهو مجتمع تحت الأرض يشير سكانه إلى أنفسهم باسم مولودس .

### ليلى الفولي / الجعل القرمزي
ليلى الفولي (التي جسدتها مي كلاماوي )، والمعروفة أيضًا باسم Scarlet Scarab ، هي زوجة مارك سبيكتور ، عالمة آثار ومغامرة تصبح تجسيدًا لـ Tawaret. ظهرت الشخصية لأول مرة في القصص المصورة في عام 2023. 

### ماثيو إليس
ماثيو إليس (قام بدوره ويليام سادلر )    هو الرئيس السابق للولايات المتحدة . في عام 2013، تم اختطافه على متن طائرة الرئاسة من قبل إريك سافين عبر درع آيرون باتريوت . يصبح رهينة للهجوم الإرهابي المزيف الذي نفذه ألدريتش كيليان قبل أن يتم إنقاذه من قبل توني ستارك وجيمس رودس . في عام 2014، أصبح أحد الأهداف التي حددها حاملو الطائرات ألكسندر بيرس قبل أن يتم إنقاذه من قبل ستيف روجرز وسام ويلسون.

### إيروس / ستارفوكس
إيروس (يجسده هاري ستايلز )،  المعروف أيضًا باسم ستار فوكس ، هو أبدي وشقيق ثانوس.

### أبراهام إرسكين
الدكتور أبراهام إرسكين (يجسد شخصيته ستانلي توتشي ) هو مبتكر مصل الجندي الخارق، وهو المسؤول عن أصل ستيف روجرز في دور كابتن أمريكا ويوهان شميدت في دور الجمجمة الحمراء. قبل أن يتم اغتياله على يد عميل الهيدرا هاينز كروجر ، يحفز إرسكين روجرز على البقاء دائمًا كرجل صالح في قلبه. 

### كريستين إيفرهارت
كريستين إيفرهارت (تجسدها ليزلي بيب ) هي مراسلة أخبار لمجلة فانيتي فير ومذيعة أخبار لقناة واهيه أخبار العالم.

## ف

### جيمس مونتغمري فالسوورث
جيمس مونتغومري فالسوورث (قام بدوره جيه جيه فيلد )  هو عضو بريطاني في قوات الكوماندوز الهاولينغ الذي قاتل في الحرب العالمية الثانية .

### سونيا فالسوورث
سونيا فالسوورث (تجسدها أوليفيا كولمان ) هي عميلة رفيعة المستوى في جهاز الاستخبارات البريطاني إم16 وحليف قديم لنيك فيوري والتي تسعى إلى حماية مصالح الأمن القومي البريطاني أثناء تسلل السكرول إلى الأرض. تشكل شراكة مع جيا بعد هزيمة الأخير لغرافيك.

### فاندرال الوسيم
فاندرال (الذي جسده في البداية جوشوا دالاس ثم زاكاري ليفي )، والمعروف أيضًا باسم فاندرال الوسيم ، هو عضو في المحاربين الثلاثة ، تم تصويره على أنه محارب وسيم من أسغارد .  تم قتله على يد هيلا في عام 2017.  

### فين
الأميرة فين (جسدتها ماريا مرسيدس كوروي )  هي والدة نامور التي أنجبته في عام 1571 وتوفيت لاحقًا في القرن السابع عشر.

### جون فلين
جون فلين (يجسد دوره برادلي ويتفورد )  هو عميل كبير في الاحتياطي العلمي الاستراتيجي الذي تعمل تحت إمرته بيغي كارتر بعد نهاية الحرب العالمية الثانية، على الرغم من أنه لم يكلفها أبدًا بالعمل الميداني على الرغم من خلفيتها، وكان في بعض الأحيان غير محترم وكارهًا للنساء تجاهها. بأوامر من هوارد ستارك، أبلغ بيغي أنها ستدير المنظمة التي تم تشكيلها حديثًا، شيلد، مع هوارد.

### بيل فوستر
الدكتور ويليام " بيل " فوستر (قام بدوره لورانس فيشبورن ) هو فيزيائي ورجل العملاق السابق.    كان مساعدًا لهانك بيم في "مشروع غالوت" وهو الأب البديل لأفا ستار بعد وفاة إيلياس . في عام 2018، كان فوستر يُدرّس الفيزياء الكمومية في جامعة كاليفورنيا في بيركلي عندما التقى بصاحب عمله السابق، سكوت لانغ، وهوب فان داين. عندما تقوم آفا بتقييد بيم ولانغ وهوب، يصرح فوستر أنه كان يعمل على علاج آفا من خلال الحصول على طاقة كمية من عالم الكم . وبما أن بيم يعرف أن خطة فوستر ستؤثر على عملية إنقاذ جانيت فان داين ، فإن هوب ولانغ وبيم ينجحون في الهروب. عندما يذهب هانك إلى عالم الكم، يتحدث بيم مع فوستر ويخبره أنه سيجد طريقة لمساعدة آفا في الشفاء بينما ترافق نمل بيم فوستر إلى الخارج. بعد إنقاذ جانيت من العالم وإعطائها بعضًا من طاقتها لتحقيق الاستقرار لآفا، يأخذ فوستر آفا بعيدًا بينما يتعهد بيم بإيجاد طريقة لمساعدة آفا في الحفاظ على استقرارها إلى الأبد.

### جين فوكو / فينيس
جين فوكو (بصوت أنجالي كوناباني)، والمعروفة أيضًا باسم فينيس، هي حارسة وحليف لديرديفيل في عالم بديل. تتسلل إلى شركة أوسكورب كمتدربة للتجسس على نورمان أوزبورن .

### فريغا
فريغا (التي جسدها رينيه روسو وشانيك غرايلينغ) هي الأم البيولوجية لثور والأم بالتبني للوكي،  التي قتلها أليغريم في عام 2013.  في عام 2023، يسافر ثور عبر الزمن إلى عام 2013، حيث تواسى فريغا اكتئابه أثناء مهمته لاستعادة حجر الواقع .   وهي تعلم أيضًا أن وقتها يقترب، وتمنع ثور من إخبارها بكيفية وفاتها من خلال تشجيعه على تغيير مستقبله.

## جي

### غالاكتوس
غالاكتوس (قام بدوره رالف إنيسون) هو كائن كوني عملاق يستهلك قوة حياة الكواكب التي تنتمي إلى الخط الزمني للأرض-828. كان غالاكتوس في السابق رجلاً بشريًا قبل أن يصبح المخلوق الذي يلتهم الكواكب في الوقت الحاضر. يتم استهداف الأرض في هذا الخط الزمني من قبل جالاكتوس الذي يرسل رسوله سيلفر سيرفر لتحذير الأيام الأخيرة للكوكب. يحاول أبطال الأرض الأربعة المذهلون التفاوض مع غالاكتوس الذي يطلب فرانكلين، ابن ريد ريتشاردز وسو ستورم الذي لم يولد بعد، والذي يرفض الأربعة التخلي عنه، مما يدفع غالاكتوس إلى الاستمرار في غزوه. يتوصل الأربعة إلى خطة لإرسال غالاكتوس عبر ثقب أسود باستخدام فرانكلين المولود الآن كطعم. ومع ذلك، بعد محاولة فاشلة، تضحي سيلفر سيرفر بنفسها في الثقب الأسود، وتأخذ معها غالاكتوس.

### ماك غارغان
ماكدونالد " ماك " غارغان (قام بدوره مايكل ماندو) هو مجرم محترف وأحد المشترين المحتملين لأدريان تومز. في أعقاب لقاء مع سبايدرمان، يتم القبض على غارغان من قبل مكتب التحقيقات الفيدرالي ويتعهد بالانتقام، ويبحث عن حلفاء جدد لمساعدته في قتل سبايدرمان. يقترب من تومز في السجن على أساس شائعات معينة، راغبًا في معرفة هوية سبايدرمان لتسوية الحسابات الشخصية. لكن تومز ينفي معرفته بذلك.

### جيا
جيا (التي جسدها أودن إل. أوفولس وهارييت إل. أوفولس عندما كانت طفلة، وإميليا كلارك عندما أصبحت بالغة) هي ابنة تالوس.
عندما كانت طفلة، كانت تعتقد أن نيك فيوري سيكون قادرًا على إيجاد منزل جديد لشعبها. لكن عندما كبرت، بدأت تشعر بالاستياء منه لعدم وفائه بوعده، وانضمت إلى جيش غرافك المتمرد على أمل أن يتمكن من تسريع العملية. مع مرور الوقت، سوف تشك في غرافيك أيضًا وتسرب معلومات سرية عن خططه إلى تالوس. توقعت أن يكتشف غرافيك حيلتها ويحاول قتلها، فاستخدمت آلة الحمض النووي الخاصة به لتحويل نفسها إلى سوبر سكرول واستخدمت قدراتها المكتسبة حديثًا لتزييف وفاتها. ستقوم لاحقًا بتمكين نفسها باستخدام الحصاد، وهي مجموعة من عينات الحمض النووي من الأفراد ذوي القوى العظمى الذين قاتلوا في معركة الأرض، لمحاربة غرافيك وقتله في النهاية قبل تحرير سجناء المتمردين البشريين والعمل مع سونيا فالسوورث لإنقاذ المزيد من البشر وحماية السكرول.

### غلغامش
غلغامش (يجسده دون لي ) هو أقوى أبدي، قادر على إسقاط هيكل خارجي من الطاقة الكونية. كان لديه ارتباط عميق مع ثينا ،  وظل وصيًا عليها على مر القرون بعد انقسام الأبديين في عام 1521. في منزل درويغ، قُتل غلغامش على يد ديفيانت كرو الذي يتطور بسرعة، والذي امتص قواه وذكرياته.
تولى لي الدور لإلهام الأجيال الأصغر سنا باعتباره أول بطل خارق كوري سائد. كان لي قادرًا على الاستفادة من تدريبه في الملاكمة في تصميم قتال الشخصية. 

### كورفوس غلايف
كورفوس غلايف (تم التعبير عنه وتمثيله عبر التقاط الحركة في الحركة الحية بواسطة مايكل جيمس شو) هو أحد أبناء ثانوس المتبنين. في عام 2018، انضم إلى والده في مهمته للحصول على أحجار اللانهائية الستة، برفقة بروكسيما ميدنايت، وإيبوني ماو، وكول أوبسيديان، وهاجم في البداية سفينة ستيتسمان التي تحمل ثور واللاجئين الآسغارديين لاستعادة حجر الفضاء. تم إرسال غلايف وميدنايت لاستعادة حجر العقل وشن هجوم على فيجن وواندا ماكسيموف في إسكتلندا . يجرح غلايف فيجن، لكن يتم هزيمته بواسطة ستيف روجرز، وناتاشا رومانوف، وسام ويلسون. لاحقًا، يذهب غلايف إلى واكاندا حيث يتسلل إلى المركز الطبي ويهاجم شوري، ويمنعها من العمل على إخراج الحجر من فيجن، مما يدفع فيجن إلى الدفاع عنها ومعالجة غلايف خارج المركز. في الغابة أدناه، يتدخل روجرز في القتال، لكن غلايف يعجز الأول قبل أن يقتل فيجن الثاني.
يسافر نوع بديل من غلايف عبر عالم الكم مع جيش ثانوس لمحاربة المنتقمون من الأرض-616 في عالمهم، فقط ليتم قتله على يد أوكوي.

### هيذر غلين
هيذر غلين (تجسد دورها مارغريتا ليفيفا )  هي معالجة نفسية وصديقة مات موردوك .

### غور جزار الإلهة
غور (يجسد دوره كريستيان بيل ) هو النبي الأخير ذو الندوب لإله حضارته، رابو؛ وبعد وفاة شعبه وابنته لوف، وطرده من قبل رابو، تعرض جور للفساد بسبب السيف الغريب والمرعب وتحول إلى أحدث جزار إلهي ، قاتل مجري يسعى إلى انقراض الآلهة. بعد أن شق طريقه إلى الأبدية ليتمنى انقراض الآلهة، تحرر جور من تأثير السيف الأسود على يد ثور وجين فوستر، وبدلاً من ذلك تمنى قيامة ابنته لوف، مما منحها قوى خارقة بسبب إحيائها على يد الأبدية، ومشاركة لحظة أخيرة معها قبل أن يموت.

### غراند ماستر
غراند ماستر (يجسد شخصيته جيف غولدبلوم) هو حاكم ساكار ، حيث يستضيف سلسلة من الألعاب تسمى مسابقة الأبطال. وفي نهاية المطاف يتم الإطاحة به من قبل رعيته. وهو شقيق الجامع.

### غرافيك
غرافيك (قام بدوره كينجسلي بن أدير عندما كان بالغًا، ولوكاس بيرسود عندما كان طفلاً) هو زعيم مجموعة من المتمردين سكرول الذين انفصلوا عن فصيل تالوس، معتقدين أن أفضل طريقة لمساعدة نوعهم هي التسلل إلى الأرض للحصول على الموارد التي يحتاجونها. وفي سعيه لتحقيق مهمته، قام هو ومجموعة من المتعاونين العلميين بتأسيس مشروع " سوبر سكرل " لجمع الحمض النووي المعزز وتعزيز قواتهم، وكان جرافيك هو موضوع الاختبار الأول. في وقت لاحق، يحصل على عينات من الحمض النووي من جميع الأبطال الخارقين الذين قاتلوا أثناء معركة الأرض، من بين آخرين، لكنه في النهاية يُقتل على يد جيا الذي يتمتع بتمكين مماثل.

### بن غريم / الشيء
بنجامين " بن " غريم (قام بدوره إيبون موس-باخراش )، والمعروف أيضًا باسم الشيء، هو عضو في فريق الأربعة المذهلين ورائد فضاء سابق تم تحويل جلده إلى طبقة من الصخور البرتقالية، مما يمنحه قوة خارقة ومتانة.

## إتش

### جاستن هامر
جاستن هامر (قام بدوره سام روكويل) هو صانع أسلحة ومنافس لتوني ستارك. بعد ملاحظة استخدام إيفان فانكو لسلاح يعتمد على مفاعل القوس، قام بإخراج فانكو من السجن واستخدمه في صنع الأسلحة، بما في ذلك تحويل درع جيمس رودس إلى آلة حرب.  

### مايا هانسن
مايا هانسن (تجسدها ريبيكا هول) هي عالمة ومطورة فيروس إكستريميس. ثم تعمل مع ألدريتش كيليان الذي يستخدم الفيروس كسلاح. يتم قتلها لاحقًا بعد أن انقلبت عليه وتغيرت مشاعرها.

### أغاثا هاركنس

#### عائلة هاركنس
Evanora Harkness (جسدت دورها كيت فوربس) هي زعيمة السحرة لدى الساليميين وأم أغاثا هاركنس. في عام 1693، أقامت محاكمة لابنتها في سالم، ماساتشوستس، بتهمة ممارسة السحر الأسود. يتم امتصاص قوتها من قبل أغاثا، التي تقتلها وبقية جماعتها. في عام 2026، أثناء المحاكمة الثالثة على طريق الساحرات ، تم استدعاء شبح إيفانورا من قبل جماعة أغاثا. تمتلك إيفانورا ابنتها، ولكن يتم نفيها بواسطة سحر أليس وو جاليفر .Nicholas Scratch (قام بدوره آبل ليسينكو) هو ابن أغاثا. وُلِد في خمسينيات القرن الثامن عشر، وكان من المقدر له أن يموت عند الولادة. ينجو سكراتش من طفولته بفضل صفقة أغاثا مع الموت. سافر مع والدته حتى وفاته في عام 1756.

### روجر هارينغتون
روجر هارينغتون (قام بدوره مارتن ستار) هو مدرس علوم في مدرسة ميدتاون للعلوم والتكنولوجيا. في عام 2010، بصفته طالبًا في جامعة كولفر، منح بروس بانر حق الوصول إلى أجهزة الكمبيوتر مقابل بعض البيتزا. بعد تخرجه، انتقل إلى مدينة نيويورك وأصبح مدرسًا ومدربًا لفريق العشاري الأكاديمي في مدرسة ميدتاون للعلوم والتكنولوجيا. في عام 2024، يذهب كمرافق في رحلة مدرسية إلى أوروبا، لكن الرحلة تُدمر على يد كوينتين بيك. ومن بين طلابه السابقين بيتر باركر، فلاش تومسون، ميشيل جونز، نيد ليدز، وبيتي برانت.

### آرثر هارو
آرثر هارو (يجسده إيثان هوك) هو زعيم طائفة ورمز لأميت الذي يشجع مارك سبيكتور على احتضان ظلامه الداخلي.
يجسد هوك أيضًا دور الدكتور هارو، وهو نسخة طبيب نفسي لا وجود لها إلا في عقل ستيفن غرانت وسبيكتور، الذي يساعد جرانت في مواجهة حقيقة وفاة والدته بينما ينكر وجود خونشو.

### تايلر هايوارد
تايلر هايوارد (يجسد شخصيته جوش ستامبرج ) هو مدير سورد بالنيابة، بعد أن تولى المنصب من ماريا رامبو بعد وفاتها. لقد نجا من الومضة. في عام 2023، تبين أنه يكن العداء للأبطال الخارقين، وقام بالقبض على فيجن. بعد اختفاء زميلتها مونيكا رامبو في ويستفيو، نيو جيرسي، يقوم هايوورد وعملاء آخرون بإنشاء قاعدة هناك للتحقيق. يعلم أن واندا ماكسيموف هي التي تقف وراء ويستفيو هيكس ويعتبرها خطيرة وتشكل تهديدًا، مما دفعه إلى طرد رامبو وعميل مكتب التحقيقات الفيدرالي جيمي وو وعالم الفيزياء الفلكية دارسي لويس من التحقيق بسبب دفاعهم عن ماكسيموف. تبين أنه قام بتزوير لقطات لماكسيموف تفيد بأنها سرقت جثة فيجن بينما كان يعمل في مشروع غير قانوني سري يتعامل مع فيجن. يأمر بإطلاق طائرة بدون طيار ويرسلها إلى الهيكس في محاولة فاشلة لقتل ماكسيموف. يبلغ المشروع ذروته مع إعادة تنشيط فيجن من خلال التعرض لقوى ماكسيموف من الطائرة بدون طيار. فشلت خطة هايوورد للقضاء على ماكسيموف باستخدام فيجن عندما تم استعادة ذكريات الأندرويد بواسطة النسخة التي تم إنشاؤها من فيجن داخل الهيكس. عندما يتم تدمير الواقع البديل لماكسيموف من خلال هيكس جزئيًا، يدخل هايوارد ويحاول قتل أطفال ماكسيموف بيلي وتومي ، لكن لويس يوقفه. بعد ذلك، تم القبض عليه بتهمة التلاعب بالأدلة، وانتهاك اتفاقيات سوكوفيا، وتم إزالته من سورد.

### هايمدال
هايمدال (قام بدوره إدريس إلبا ) هو الحامي الوحيد لبيفروست في أسكارد وأفضل صديق لثور، مستوحى من هايمدال الأسطوري في الأساطير الإسكندنافية . إنه يحافظ على الجسر ويمكنه الرؤية عبر جميع العوالم في الكون. في عام 2017، بعد أن تولى هيلا السيطرة على أسكارد وبيفروست ، قام سراً بسرقة السيف اللازم للسيطرة على بيفروست وأخفى الآسكارديين عن هيلا. يشارك في المعركة ضد هيلا، وبعدها يهرب مع اللاجئين الآسغارديين قبل تدمير آسغارد. لكن السفينة اعترضها ثانوس، الذي قتل هايمدال بعد أن نقل الأخير هالك إلى الأرض. وفي وقت لاحق في عام 2027، شوهد وهو يرحب بالميتة جين فوستر على أبواب فالهالا.

### هيلا
هيلا (التي جسدتها كيت بلانشيت )، والمعروفة أيضًا باسم إلهة الموت ، هي الابنة الكبرى لأودين ، والد ثور وملك أسكارد. إنها مستوحاة من الأسطورة هيل من الأساطير الإسكندنافية. مثل ثور، تستمد قوتها من أسكارد وتكون أقوى أثناء وجودها هناك. باعتبارها جلادة أودين، ساعدت في غزو العوالم التي سمحت لآسكارد بالنمو والازدهار. ومع ذلك، وباعتبارها إلهة الموت، فإن طموحها التدميري المتزايد دفع أودين إلى طردها من العالم، مما أدى في نهاية المطاف إلى إضعاف قواها وسمح لآسجارد بالاستمتاع بأوقات السلام داخل العوالم التسعة. تم إلغاء نفي هيلا عند وفاة أودين، وفي ذلك الوقت عادت لتطالب بمكانها الشرعي كملكة. تعتبر عودتها ذات أهمية كبيرة باعتبارها بداية راجناروك ، الدمار المتنبأ به لآسكارد. إنها تدمر أسكارد، وتقتل المحاربين الثلاثة، وتعيد إحياء المحاربين الأسغارديين الذين سقطوا والذين قاتلوا معها منذ عصور، بما في ذلك ذئبها العملاق، فينريس. يصل ثور وفالكيري وهالك ولوكي وسجناء ساكاريا إلى أسكارد لمحاربتها، لكن ثور يدرك أنه لا يمكن هزيمتها إلا بقيامة شيطان النار سورتور، مما سيؤدي إلى راجناروك. يرسل لوكي لإيقاظ سورتور، الذي يدمر أسكارد ويقتل هيلا بينما يهرب الآسكارديون في سفينة.

### هرقل
هرقل (قام بدوره بريت جولدشتاين ) هو ابن زيوس ، استنادًا إلى الإله الأسطوري اليوناني الذي يحمل نفس الاسم . تم إرساله من قبل والده لمطاردة ثور انتقاما لسرقة صاعقة زيوس.

### التطور العالي
المتطور العالي (يجسده تشوكوودي إيوجي ) هو عالم وراثة غريب سعى إلى أخذ ما اعتبره أشكال حياة أدنى وتعزيزها إلى نوع "مثالي".

### ماريا هيل
ماريا هيل (تجسد دورها كوبي سمولدرز ) هي قائدة سابقة ونائبة مدير SHIELD ، تم تعيينها من قبل نيك فيوري كمساعدته اليمنى. أشرفت على مبادرة المنتقمون ، وساعدت في تزوير موت فيوري، وعملت على كشف الهيدرا . بعد سقوط SHIELD، انضمت إلى شركة Stark Industries ولكنها بقيت على اتصال مع Phil Coulson ، وساعدته في مهماته. انضمت إلى فيوري لمحاربة أولترون وساعدت في معركة سوكوفيا. بعد الحرب الأهلية للمنتقمون، غادرت صناعات ستارك وانضمت إلى فريق فيوري الجديد. لقد قُتلت أثناء هجوم ثانوس ولكنها عادت إلى الحياة بعد خمس سنوات. استأنفت مسيرتها المهنية كجاسوسة، وساعدت في منع هجوم بقيادة سكرل، ولكن في النهاية قُتلت على يد جرافيك متنكرًا.

### هابي هوغان
هارولد " هابي " هوغان (قام بدوره جون فافرو ) هو الحارس الشخصي لتوني ستارك وصديقه المقرب ورئيس الأمن في صناعات ستارك. تم تعيين هوغان لاحقًا من قبل ستارك كرئيس لإدارة الأصول للمنتقمون. كما أنه يعمل كمرشد لبيتر باركر بعد وفاة ستارك وينجذب عاطفياً إلى عمة باركر، ماي .
في عالم بديل، كان على هوغان التعامل مع هجوم من جوستين هامر على برج المنتقمون أثناء عيد الميلاد. لقد أخذ عينة من دم هالك عن طريق الخطأ، مما أدى إلى تحوله إلى فريك. على عكس نسخة الكتاب الهزلي من فريك، يستطيع هوغان الحفاظ على عقله بهذا الشكل.
نسخة من هوجان في عالم بديل تدور أحداثه في عام 1602 تسمى السير هارولد "هابي" هوغان مخلص للعائلة المالكة وليس صديقًا لتوني ستارك الذي يعتبره "مجنونًا". يمكنه أيضًا أن يتحول إلى فريك في لحظات الغضب، تمامًا مثل هالك، وهو قوي بما يكفي لمواجهة نسخة هالك في عالمه.

### هوغون القاسي
هوجون (يجسده تادانوبو أسانو)، المعروف أيضًا باسم هوجون القاسي، هو عضو في المحاربين الثلاثة من أسكارد، تم تصويره كمحارب قاتم من فانير من فانهايم . تم قتله على يد هيلا في عام 2017. 

### ليمار هوسكينز / باتل ستار
الرقيب أول ليمار هوسكينز (قام بدوره كلي بينيت )، والمعروف أيضًا باسم باتلستار ، هو شريك جون ووكر، كابتن أمريكا الجديد. خدم هوسكينز ووولكر معًا في عملية الحرية الدائمة ، ويشكو هوسكينز من أنهما كانا قادرين على إنقاذ الكثير من الأرواح لو كانا جنديين خارقين. أثناء قتال مع Flag Smashers، لكمه كارلي مورجينثاو في عمود خرساني، مما أدى إلى مقتله عن طريق الخطأ.

### هوارد البطة
هاورد البطة (بصوت سيث جرين ) هو بطة مجسمة كانت من عينات المجمع.

### كورتيس هويل
كورتيس هويل (قام بدوره جيسون ر. مور ) هو صديق مقرب لفرانك كاسل ، أحد الأشخاص القلائل الذين يعرفون أنه على قيد الحياة وهو عضو سابق في هيئة الهلال الأحمر البحري الأمريكي ، والذي أصبح زعيمًا لمجموعة علاجية بعد أن فقد الجزء السفلي من ساقه اليسرى في القتال.

## آي

### إيكاريس
إيكاريس (يجسد شخصيته ريتشارد مادن) هو كائن أبدي يستطيع الطيران وإطلاق أشعة الطاقة الكونية من عينيه. كما أنه يتمتع بقوة خارقة وقوة تحمل. على مر التاريخ، كان إيكاريس هو الشريك الرومانسي لسيرسي قبل أن يتركها منذ آلاف السنين. في عام 2024، بعد اكتشاف أن زعيمة الأبدية أجاك تخطط لوقف ظهورها، قام إيكاريس بإطعامها إلى المنحرفين قبل لم شملها مع بقية الأبديين على الأرض، مما أدى إلى خيانة الفريق لدعم تعليمات أريشيم. ومع ذلك، فهو غير قادر على إجبار نفسه على قتل سيرسي، وينضم إلى زملائه الأبديين لتشكيل عقل واحد وإيقاف ظهور تياموت . بسبب شعوره بالذنب، انتحر إيكاريس بالطيران نحو الشمس. 
وصف مادن العلاقة بين إيكاريس وسيرسي بأنها "علاقة رومانسية عميقة"،  وهما "وجهان متعارضان في كيفية ارتباطهما بالعالم"، في إشارة إلى حب سيرسي المتزايد للبشرية مقارنة بلا مبالاة إيكاريس.  سعى مادن إلى تصوير الشخصية بطريقة لا تبدو وكأنها "تشعر بالملل من كل شيء".  تأثرت المخرجة كلوي تشاو بتفسير زاك سنايدر لسوبرمان في فيلم رجل من حديد (2013) بسبب أصالته وواقعيته. 
اعتبارًا من 2025 the character has appeared in one project: the film Eternals. An alternate universe variant of Ikaris will appear in the Disney+ animated series Marvel Zombies.

### جيسون إيونيلو
جيسون إيونيلو (قام بدوره خورخي ليندبورغ جونيور )  هو طالب في مدرسة ميدتاون للعلوم والتكنولوجيا يستضيف تقرير الأخبار الخاص بالمدرسة إلى جانب بيتي برانت، والتي يُفترض أنه معجب بها دون مقابل.
اعتبارًا من 2025 the character has appeared in two projects: the films Spider-Man: Homecoming and Spider-Man: Far From Home.

## ج

### داريل جاكوبسون
داريل جاكوبسون (يجسد دوره دالي بيرسون) هو مرشد سياحي في أسغارد الجديدة.

### لوك جاكوبسون
لوك جاكوبسون (قام بدوره جريفين ماثيوز) هو مصمم أزياء متخصص في بدلات الأبطال الخارقين. ومن بين عملائه جينيفر والترز، ومات موردوك، ويوجين باتيليو.

### ج. جونا جيمسون
ج. جونا جيمسون (يجسد شخصيته جي كي سيمونز ) هو المراسل التنفيذي الأصلع لموقع الأخبار المثيرة TheDailyBugle.net ، والذي يهدف إلى تشويه سمعة سبايدرمان بشكل مماثل بعد الكشف عن شخصيته المدنية من خلال استخدام لقطات تم التلاعب بها من قبل أحد مساعدي الشرير الخارق ميستيريو. في النهاية، يقوم بتعيين بيتي برانت، إحدى زميلات باركر في مدرسة ميدتاون للعلوم والتكنولوجيا ، كمتدربة غير مدفوعة الأجر لمساعدته في جهوده المستمرة لكشف المجرم إلى جانب نيد ليدز وإم جي اللذين كانا متورطين. يتواصل معه لاحقًا باركر نفسه في محاولة لجذب العديد من الأشرار النازحين من الكون المتعدد إلى تمثال الحرية لعلاجهم وإعادتهم إلى واقعهم الخاص، قبل أن يفقد ذاكرته تمامًا مع باركر إلى جانب بقية العالم نتيجة لتعويذة سحرية ألقاها دكتور سترينج.
يعيد سيمونز تمثيل دوره من سلسلة أفلام الرجل العنكبوت للمخرج سام رايمي، حيث يصور نسخة بديلة للشخصية. اعتبارًا من 2025 the character has appeared in three projects: the films Spider-Man: Far From Home and Spider-Man: No Way Home; and the web series The Daily Bugle. يعيد سيمونز تمثيل دوره في فيلم فينوم: فليكن هناك كارنيج (2021) من عالم سوني سبايدرمان (SSU) (ظهور قصير في منتصف الاعتمادات).

### جينتورا
جينتورا (تجسدها كاتي أوبريان) هي زعيمة المقاتلين من أجل الحرية في عالم الكم.

### جابي جونز
غابرييل " جابي " جونز (يجسده ديريك لوك)  هو أحد أعضاء قوات الكوماندوز الهاولنجية التي قاتلت في الحرب العالمية الثانية.

### جوراني / القبضة الحديدية
جوراني (بصوت جونا شياو )، والمعروفة أيضًا باسم القبضة الحديدية ، هي محاربة مقنعة من كون لون وحاملة عباءة القبضة الحديدية في نهاية القرن الرابع عشر والتي تستمد قواها من القلب المنصهر للتنين الخالد شو لاو، الذي هزمته.

## ك

### كايسيليوس
كايسيليوس (قام بدوره مادس ميكلسن) هو أستاذ في الفنون الصوفية الذي انفصل عن تعاليم القديم ليصبح تابعًا لدورمامو.   يقود كايسيليوس مجموعة من المتعصبين، ويسعى إلى تدمير المقدسات للسماح لدورمامو بإحضار الأرض إلى البعد المظلم. عندما ينجح الدكتور سترينج في هزيمة دورمامو بحلقة زمنية، يتراجع البعد المظلم، ويأخذ معه كايسيليوس وأتباعه لتجربة حياة أبدية جهنمية.
طُوِّر كايسيليوس كمزيج من عدة شخصيات من القصص المصورة، بهدف تمهيد الطريق لظهور أشرار أقوياء في عالم مارفل السينمائي، بما في ذلك مفهوم "أفراد معينين يعيشون في أبعاد أخرى". قارن المخرج سكوت ديريكسون هذه الشخصية بشخصيتي سارومان وساورون في فيلم سيد الخواتم ، مشيرًا إلى "القدرة على الترابط الإنساني" بين كايسيليوس وسارومان، بينما يُدبِّر شرير "ضخم وخيالي" مثل دورمامو أو ساورون الأحداث في الخلفية.   إدراكًا لانتقادات الأشرار السابقين في عالم مارفل السينمائي، قال ديريكسون إنه يأمل في إظهار "وجهة نظر كايسيليوس وما يجعله يتحرك" في الوقت الذي يستطيعه،  وأن الشخصية كانت "رجل أفكار" مع "منطق محكم"، مقارنًا إياه بجون دو من فيلم سبعة أو الجوكر من فيلم فارس الظلام .  استغرق وضع مكياج ميكلسن الذي يُظهر فساد البعد المظلم ما بين ساعتين إلى ثلاث ساعات. 
اعتبارًا من 2025 the character has appeared in one project: the film Doctor Strange. An alternate universe variant of Kaecilius (voiced by Jared Butler) appeared in one project: the Disney+ animated series What If...?.

### كاهوري
كاهوري (بصوت ديفيري جاكوبس) هي امرأة موهوك شابة من عالم بديل اكتشفت أن التيسيراكت حوّل بحيرة في اتحاد هاودنوسوني إلى بوابة للنجوم، مما قادها في مهمة لاكتشاف قوتها. تم اختطافها لاحقًا على يد الدكتور سترينج سوبريم وتعاونت مع الكابتن بيغي كارتر لإيقافه. تصبح كاهوري لاحقًا أحد حراس الكون المتعدد.
في عالم بديل، كاهوري هي عضو في فريق إكس مين ، بينما في عالم آخر، ارتدت العديد من العباءات والهويات، بما في ذلك كابتن أمريكا، وأبوكاليبس، وكلووك . 
اعتبارًا من 2025 the character has appeared in one project: the Disney+ animated series What If...?. Alternate universe variants of Kahhori appeared in one project: the Disney+ animated series What If...?.

### جينيفر كالي
جينيفر كالي (تجسدها ساشير زاماتا) هي ساحرة متخصصة في الجرعات، وخبيرة تجميل، ومؤثرة على وسائل التواصل الاجتماعي، ومالكة كالي كالي. على أمل استعادة سحرها والقدرة على مواجهة التهم القانونية الموجهة ضدها، تنضم جينيفر إلى جماعة السحرة التي شكلتها أغاثا هاركنس و"المراهقة" حيث يواجهون تجارب طريق الساحرات الأسطوري. في النهاية، تمكنت جينيفر من إطلاق سحرها وتمكنت من البقاء على قيد الحياة.

### كامران
كامران (يجسد شخصيته ريش شاه) هو طالب جديد في المدرسة الثانوية لكامالا خان، والذي تقع في حبه.  تكتشف كامالا أن كامران هو ابن نجمة، وهو كائن بين الأبعاد يُعرف باسم الجن أو السري، والذي كان يعرف جدة كامالا الكبرى عائشة. يريد السريون استخدام قوى كامالا الجديدة للعودة إلى موطنهم في بُعد نور، لكنهم يصبحون عنيفين عندما تتردد بسبب الخطر المحتمل. يتم القبض على كامران وأفراد العصابة وسجنهم من قبل فرقة مكافحة الأضرار، ولكنهم سرعان ما يتمكنون من الفرار، وتتخلى والدته عن كامران بعد إصابته أثناء الهروب. وترى نجمة لاحقًا الخطأ في طرقها، فتضحي بنفسها لإغلاق النور. تنتقل قوتها إلى كامران، الذي يمكنه إنشاء هياكل ضوء زرقاء صلبة، على الرغم من أن نور تستمر في الهروب من خلاله. تم إنقاذه من قبل كامالا، وانضم إلى الخناجر الحمراء.
صرح شاه أن كامران قادر على التواصل بسهولة مع كامالا بسبب "افتقاره إلى الانتماء والمجتمع"، ويشعر أنه قادر على التعبير عن نفسه ثقافيًا من حولها.

### كانغ الفاتح
كانغ الفاتح (يجسد شخصيته جوناثان ماجورز) هو كائن قوي قادر على السفر عبر الزمن ويوجد في أشكال عديدة، أو "متغيرات"، عبر الكون المتعدد .
ظهر كانغ الفاتح لأول مرة في الرجل النملة والدبورة: كوانتمانيا. مسافر متعدد الأكوان في الكون المتعدد الذي تم إنشاؤه حديثًا والذي كان يعتقد أن الكون المتعدد كان يموت بسبب متغيراته، حاول التحريض على حرب لإيقافهم، فقط ليتم القبض عليه من قبل مجلس كانغ ونفيه إلى عالم الكم. هناك، التقى جانيت فان داين وعمل معها لإصلاح نواة الطاقة في سفينته وإعادتهما إلى المنزل. بعد سنوات من المحاولات الفاشلة، نجحوا في إعادة تشغيله، لكنها علمت بطبيعته الحقيقية واستخدمت جزيئات بيم الخاصة بها لمنعه من الوصول إلى النواة قبل أن تهرب في النهاية من عالم الكم. على الرغم من هذا، تمكن كانغ من غزوها، وبناء إمبراطورية جديدة، وإقناع صديق جانيت القديم في عالم الكم، اللورد كريلار، بالعودة إلى جانبه، وتجنيد دارين كروس في صفوفه. في عام 2026، تم نقل جانيت، وهانك بيم، وابنتهما هوب فان داين، وسكوت لانغ، وابنته كاسي إلى عالم الكم، وانفصلوا في هذه العملية. يتمكن كانغ من القبض على عائلة لانغ ويتلاعب بسكوت حتى يتمكن من استعادة النواة؛ ينجح سكوت في ذلك، لكن كانج يحصل على النواة ويخون سكوت. بعد أن تحرض كاسي على التمرد ضده، ينخرط كانغ في معركة مع سكوت حتى تساعده هوب في ضرب كانغ في القلب. في مشهد منتصف الاعتمادات في فيلم Quantumania ، مجلس كانج، بقيادة الخالد ، راما توت ، و القائد ، يناقش مصير "المنفي".
منذ عام 2021، لعب ماجورز أيضًا إصدارات بديلة للشخصية في مسلسل لوكي . يشهد ختام الموسم الأول الظهور الأول لـ من بقي ، مؤسس هيئة تباين الزمن (TVA). يكشف من بقي إلى لوكي وسيلفي أنه دمر الكون المتعدد الأصلي وأنشأ TVA للتحكم في تدفق "الخط الزمني المقدس" ومنع تشكيل كون متعدد جديد بسبب حرب الأكوان المتعددة الهائلة التي اندلعت في السابق؛ بعد تجاهل الخط الزمني لدهور، يدعي من بقي أنه يسعى إلى التقاعد، واستعادة الإرادة الحرة للسماح للوكي وسيلفي بالبت فيما إذا كانا سيحلان محله ويقودان TVA، أو قتله، وإنشاء كون متعدد جديد والسماح ببدء حرب متعددة الأكوان جديدة. تختار سيلفي قتل من بقي، وإرسال لوكي مرة أخرى إلى TVA.  تم الكشف لاحقًا أن من بقي كان يحكم TVA بشكل علني وكان له علاقة رومانسية مع رافونا رينسلاير قبل أن يمسح ذكرياتهم عن وجوده. يسافر لوكي لاحقًا عبر الزمن إلى ما قبل وفاة من بقي ويكتشف أن من بقي كان في الواقع هو الذي دبر كل ما حدث بعد وفاته، بما في ذلك انزلاق لوكي عبر الزمن. يصر من تبقى على أن الخيار الوحيد هو قتل سيلفي ومنع وفاته للحفاظ على الخط الزمني من التفرع وذلك لإبعاد متغيراته. في حين أن لوكي يكاد يستسلم وينقذ من يبقى، فإنه بدلاً من ذلك يجد حلاً آخر عن طريق نسج فروع الخط الزمني معًا في يجدراسيل مع لوكي في قلبها والحفاظ عليها.
في حلقة الموسم الثاني من مسلسل لوكي " 1893 "، نرى مس مينيتس ورافونا رينسلير تتبعان خريطة طريق تركها من يبقى قبل وفاته لإنشاء نسخة جديدة منه في الكون المتعدد الجديد؛ عند العثور على شاب عندما كان طفلافيكتور تيمليً في القرن التاسع عشر، تركوه مع دليل تي في أي الخاص بـ أوروبوروس ، قبل أن ينتقلوا إليه لاحقًا في حياته في عام 1893، عندما أصبح الآن بالغًا، وهو الآن عالم متحمس يسعى إلى بناء نول زمني يعتمد على قراءته للدليل.بعد أن وجد لوكي وموبيوس م. موبيوس فيكتور في أحد عروضه، حاولا إعادته إلى تي في أي للمساعدة في إصلاح مشكلة في نول الوقت الخاص بهم (المقيد بالهالة الزمنية لـ من يبقى)، لكن تم مقاطعتهم من قبل مس مينيتس ورينسلير و سيلفي، حيث حاول الأخيران قتل فيكتور قبل تغيير رأيهما، وحاولت الأولى إغوائه. بعد أن أرسل فيكتور وسيلفي الآنسة مينيتس ورينسلاير إلى القلعة في نهاية الزمان ، حيث تتعفن جثة من بقي، قررت الآنسة مينيتس أن تخبر رينسلاير عن تاريخها، بينما أحضر لوكي وموبيوس فيكتور إلى تي في أي. عندما يصل تيملي إلى تي في أي، يلتقي بـ بي-15، وكيسي، وأو بي. عندما يجهزون الجهاز لإصلاح النول، يتم اختطافه من قبل رينسلير، ومس مينيتس، وإكس-5، وبينما يستجوبونه، تتسبب سيلفي، بسحرها، في قيام إكس-5 بتقليم رينسلير ويتم إلغاء تنشيط مس مينيتس. عندما حاول تيملي إصلاح النول، قُتل. بعد أن يسافر لوكي عن طريق التحكم في الوقت الذي يقضيه بالتركيز على شخص واحد، ينجو تايملي وينجح في إصلاح النول، لكن العدد اللانهائي من الفروع يجعل ذلك مستحيلاً رياضياً. وبعد ذلك، تمكن لوكي من نسج الفروع في يجدراسيل، مما يسمح للكون المتعدد بالبقاء على قيد الحياة. وبعد ذلك، في عام 1868، لم يحصل أحد الشباب فيكتور على كتيب تي في أي، مما أدى إلى إرساله في مسار مختلف.

### كريم / الخنجر الأحمر
كريم (يجسده أراميس نايت ) هو أحد أعضاء الخناجر الحمراء الذي تم اختياره لحمل عباءة المحارب الخاصة بهم الخنجر الأحمر . يلتقي بكامالا خان في رحلتها إلى كراتشي ويصبح صديقًا لها، ويأخذها لمقابلة أصدقائه ويساعدها في القتال ضد السريين . وفي وقت لاحق، ساعد في توفير ملجأ لصديق خان كامران .

### فاسيلي كاربوف
فاسيلي كاربوف (قام بدوره جين فاربر ) هو مسؤول في الهيدرا تم تكليفه بمسؤولية التعامل مع الجندي الشتوي ونشره. في عام 1991، أرسل الجندي الشتوي لاغتيال هوارد وماريا ستارك . في عام 2016، يتم استجواب كاربوف وقتله على يد هيلموت زيمو للحصول على معلومات حول الجندي الشتوي.

### كاتي
كاتي (التي جسدتها أوكوافينا )، والمعروفة أيضًا باسم رويوين ، هي عاملة نظافة في الفندق وأفضل صديقة لشانغ تشي والتي لم تكن على علم بماضيه.  ترافق شانغ تشي للبحث عن أخته شيالينغ، حتى يتم القبض عليهما من قبل وينوو ومنظمة الحلقات العشر . تهرب مع تريفور سلاتري ، ويذهبان إلى قرية تا لو الأسطورية، حيث تساعد في الدفاع عن القرية من ساكن الظلام من خلال ضرب نقطة ضعف في درعها بسهم. عند عودتهما إلى سان فرانسيسكو، يتم استدعاء كاتي وشانغ تشي من قبل الساحر وونغ لمرافقته إلى كامار تاج ، حيث يتم تقديمهما إلى بروس بانر وكارول دانفرز عبر الهولوغرام. يكتشف وونغ وبانر ودينفرز أن الحلقات تصدر إشارة غامضة ويتعهد وونغ بمواصلة البحث في الأمر. ثم يقترح شانغ تشي أن يذهبا إلى أحد الحانات، ويغني هو وكاتي ووونغ الكاريوكي معًا.

### كازي
كازيميرز " كازي " كازيميرزاك (قام بدوره فرا في ) هو عضو بارز في مافيا الملابس الرياضية. وهو الرجل الثاني في القيادة والمترجم الشخصي للغة الإشارة لمايا لوبيز ، التي كانت صديقته منذ الطفولة. كان متورطًا في مؤامرة فيسك للسيطرة على مدينة نيويورك وساعد في ترتيب مذبحة رونين للعديد من قادة Tracksuit Mafia، بما في ذلك والد مايا. أُمرت كازي من قبل فيسك بقتل والدة كيت إليانور بيشوب، على الرغم من أن كلينت بارتون وكيت بيشوب أنقذوها. ثم تعرضت كازي للطعن على يد لوبيز بعد أن اكتشفت تورطه في وفاة والدها.

### هارلي كينر
هارلي كينر (يجسد شخصيته تاي سيمبكينز ) هو طفل من ولاية تينيسي، يساعد توني ستارك في عام 2013 بعد تدمير قصره وفي خضم الهجمات التي شنها "الماندرين" (ألدريتش كيليان). في عام 2023، يحضر كينر جنازة ستارك.

### كامالا خان / السيدة مارفل

#### عائلة خان
تلعب عائلة كامالا خان دورًا مهمًا في حياتها. والديها هما منيبة و يوسف خان (قام بدوره كل من زينوبيا شروف وموهان كابور على التوالي)، وشقيقها الأكبر هو عامر خان (يصور ساجار شيخ ). خطيبة عامر وزوجته لاحقًا هي تايشا هيلمان (تجسد دورها ترافينا سبرينغر ). والدة منيبة هي سناء (تجسدها سامينا أحمد )، التي لا تزال تعيش في كراتشي . والدة سناء هي عائشة (جسدتها مهوش حياة )، وهي سرية وقعت في حب والد سناء حسن (جسده فؤاد خان ) وقررت البقاء على الأرض وأورثت السوار الصوفي عبر الأجيال، قبل أن تقتل عائشة على يد زميلتها السرية نجمة.

### خونشو
خونشو (تم التقاط حركته بواسطة كريم الحكيم، بصوت إف موراي أبراهام ) هو إله القمر المصري، منبوذ بين الآلهة لشنه "حربًا إلهية واحدة على الظلم المزعوم"، مما استدعى منه العثور على تجسيده الخاص، مارك سبيكتور، واستخدامه. وهو مستوحى من الإله المصري الذي يحمل نفس الاسم .

### ألدريتش كيليان / الماندرين
ألدريتش كيليان (يجسد شخصيته جاي بيرس ) هو المطور المشارك لفيروس إكستريميس. كما تم تصويره باعتباره مؤسس شركة ميكانيكا الأفكار المتقدمة (أيم). بدأ كشخص مريض تعرض للتجاهل من قبل توني ستارك في الماضي، وأقسم على الانتقام. بعد سنوات، يشارك كيليان في تطوير مايا هانسن للتطرف لعلاج نفسه، ويؤسس حركة إرهابية مع مجموعة من الجنود المعززين بالتطرف تحت قيادته، ويتظاهر بأنه الماندرين لتدمير ستارك، فقط ليتم قتله بواسطة بيبر بوتس المعززة بالتطرف.

### جون كينغ
جون كينغ (يجسد دوره ماني مونتانا) هو أحد أفراد طاقم شارع شيكاغو الذي يحمل سكينًا ويقوده ابن عمه، باركر روبينز / ذا هود . 

### كينغو
كينغو (يجسده كميل نانجياني) هو شخص أبدي يستطيع إطلاق مقذوفات الطاقة الكونية من يديه. أصبح كينجو مفتونًا بالشهرة، وأصبح ممثلًا ومخرجًا مشهورًا في أفلام بوليوود، ليختلط بالعالم من حوله. ولديه أيضًا شركة إنتاج في مومباي.

### يوليسيس كلاو
يوليسيس كلاو (يجسد دوره آندي سيركيس ) هو تاجر أسلحة في السوق السوداء في جنوب إفريقيا، ومهرب، ورجل عصابات، وهو سيئ السمعة بسبب سرقة ربع طن من الفيبرانيوم من سكان واكاندا في عام 1992. بعد أن فقد ذراعه اليسرى بسبب أولترون، استبدلها كلاو بذراع اصطناعية تعمل أيضًا كسلاح صوتي وعمل مع كيل مونجر حتى خانه الأخير وأطلق النار على رأسه ليتمكن من الدخول إلى واكاندا.

### كاميرون كلاين
كاميرون كلاين (يجسده آرون هيميلشتاين ) هو عميل وفنيّ في شيلد ظلّ مخلصًا لستيف روجرز أثناء انتفاضة الهيدرا. تم تجنيده لاحقًا من قبل فيوري وأصبح أحد حلفائه أثناء معركة سوكوفيا وحرب اللانهاية. 

### كوراث
كوراث (يجسده دجيمون هونسو ) هو عضو في قوة النجوم أثناء حرب كري-سكرل قبل أن يصبح منفذ أوامر رونان المتهم ، وخلال تلك الفترة انقلب ضد ثانوس وقاتل حراس المجرة، فقط ليُقتل على يد دراكس .

### كورغ
كورغ (بصوت وحركة تايكا وايتيتي) هو محارب كرونان، أُجبر على المشاركة في مسابقة الأبطال في ساكار، مع صديقه المقرب، ميك. يقود لاحقًا تمردًا ضد جراند ماستر ويهرب من الكوكب بمساعدة ثور مع القتال لحماية الناجين من أسكارد ضد هيلا، ويذهب مع الناجين الذين نجوا من هجوم ثانوس على سفينتهم لحمايتهم، ويسافر إلى الأرض. بحلول عام 2023، كان يقيم في تونسبيرج، النرويج، والتي تسمى الآن أسغارد الجديدة، ويقيم مع ثور وميك، ويلعب الألعاب عبر الإنترنت، ويتزوج في النهاية من كرونان آخر يدعى دواين بحلول عام 2026. 

### كرو
كرو (بصوت بيل سكارسغارد) هو منحرف يحتقر الأبديين. تم قتله لاحقًا على يد ثينا.

### كروغار
كروغار (تم التقاط حركته بواسطة غاريد غور)  هو قائد رافاجر أخرس يمتلك قوى غامضة ويتواصل رسميًا من خلال سحره.

### هاينز كروغر
هاينز كروغر (يجسد دوره ريتشارد أرميتاج ) هو القاتل الأبرز في الجمجمة الحمراء والذي قتل أبراهام إرسكين قبل تناول السيانيد.

### كريلار
اللورد كريلار (قام بدوره بيل موراي ) هو حاكم أكسيا، وهي مدينة تقع في عالم الكم.

### كورت
كورت (يجسد شخصيته ديفيد داستمالشيان ) هو صديق وزميل سكن لسكوت لانج ولويس الذي يعمل كمخترق للفريق أثناء عمليات السطو. وهو ولويس وديف معروفون معًا باسم "الومبات الثلاثة".

## ل

### كاسي لانغ

كاسي لانغ كما ظهرت في أفلام عالم مارفل السينمائي: آبي رايدر فورتسون (يسار) كطفلة في رجل النملة ورجل النملة والدبورة، إيما فورمان (وسط) كمراهقة في المنتقمون: نهاية اللعبة، وكاثرين نيوتن (يمين) كشخصية شابة في الرجل النملة والدبورة: كوانتمانيا.

كاساندرا " كاسي " لانغ (جسدتها آبي رايدر فورتسون في الرجل النملة و الرجل النملة والدبورة، وإيما فورمان في المنتقمون: نهاية اللعبة، وكاثرين نيوتن في الرجل النملة والدبورة: كوانتمانيا ) هي ابنة ماغي وسكوت لانغ. ينتهي الأمر بوالديها بالطلاق بسبب النشاط الإجرامي لوالدها، وتبدأ والدتها علاقة مع ضابط الشرطة جيم باكستون. في عام 2015، تم احتجازها كرهينة من قبل دارين كروس / يلو جاكيت ثم علمت أن والدها هو الرجل النملة. في عام 2018، أعربت عن اهتمامها بأن تكون شريكة والدها والتقت هوب فان داين. ثم نجت من الومضة وعاشت لمدة خمس سنوات بدون والدها، لتصبح مراهقة. في عام 2023، عادت لتلتقي بوالدها. بفضل اهتمامها بعالم الكم، تعمل كاسي مع هانك بيم وفان داين لبناء قمر صناعي كمي بالإضافة إلى نسختها الأرجوانية من بدلة "الرجل النملة". في عام 2026، أظهرت قمرها الصناعي لوالدها، ولكن تم اختراقه وتم امتصاصها هي ووالدها وفان داين وجانيت فان داين وبيم إلى عالم الكم. هناك، تتعلم هي ووالدها عن الكون المتعدد ويواجهان كانغ الفاتح، بالإضافة إلى مقابلة كروس مرة أخرى، الآن باسم مودوك

### سكوت لانغ / الرجل النملة

#### عائلة لانغ
ماغي (تجسدها جودي جرير) هي الزوجة السابقة لسكوت لانغ، وأم كاسي لانغ وزوجة جيم باكستون (تجسده بوبي كانافالي) وهو ضابط شرطة في إدارة شرطة سان فرانسيسكو. التقت ماغي بسكوت لانغ، الرجل الذي سيصبح زوجها، ووقعت في حبه على الرغم من معرفتها بأنشطته الإجرامية السابقة. لقد دعمت لانغ زوجها دون قيد أو شرط حتى أصبحت حاملاً بابنتهما كاساندرا. بعد ولادة كاسي، طلبت لانغ من سكوت أن يعدها بأنه سيترك أسلوب حياته الإجرامي، على الرغم من أنه ادعى أنه كان يسرق فقط من المحتالين.

### لاوفي
لاوفي (يجسد شخصيته كولم فيوري ) هو ملك عمالقة الصقيع استنادًا إلى لاوفي في الأساطير الإسكندنافية. هو الأب البيولوجي للوكي، وتخلى عنه عندما كان طفلاً بسبب صغر حجمه. لدى لاوفي كراهية شديدة تجاه أودين بسبب هزيمته في المعركة عندما حاول غزو الأرض. يقنع لوكي لاوفي بالاستيلاء على أسغارد بنفسه، لكنه يخون لاوفي ويقتله ليثبت أنه يستحق أودين.

### لورا / إكس-23
لورا (التي جسدتها دافني كين)، والمعروفة أيضًا باسم إكس-23 ، هي متحولة تم إنشاؤها من الحمض النووي للوغان الذي ورث مخالب الأدامانتيوم والقدرات التجديدية المتقدمة من المتبرع الجيني لها. إنها جزء من تمرد المتغيرات التي تقاتل ضد كاساندرا نوفا في الفراغ.

### ريمي لوبيو / غامبيت
ريمي لوبيو (قام بدوره تشانينج تاتوم )، المعروف أيضًا باسم غامبيت، هو متحول لديه القدرة على شحن الأشياء بالطاقة الحركية، مما يتسبب في انفجارها عند الاصطدام. وهو جزء من تمرد المتغيرات التي تقاتل ضد كاساندرا نوفا في الفراغ. ليس لديه أي ذكرى للحياة قبل ظهوره في الفراغ، في إشارة إلى فيلمه الذي لم يتم إنتاجه والذي يحمل عنوانه.

### نيد ليدز
نيد ليدز (يجسد شخصيته جاكوب باتالون) هو أفضل صديق لبيتر باركر وأول شخص بخلاف توني ستارك وهابي هوغان يكتشف هوية باركر باعتباره الرجل العنكبوت. يقع ضحية للومضة في عام 2018 لكنه يعود إلى الحياة في عام 2023. في عام 2024، بعد الكشف عن هوية باركر السرية وإدانتها أمام العالم من قبل ميستيريو، تم رفض طلبات الالتحاق بالجامعة التي قدمها نيد وإم جي وباركر بسبب الجدل، على الرغم من رفع التهم الجنائية الموجهة إليه. عندما يتم جلب الأشرار من واقع بديل إلى عالمهم بسبب فشل تعويذة ستيفن سترينج في جعل العالم ينسى هوية سبايدرمان، يساعد نيد وإم جي باركر في جمع الأشرار النازحين إلى حرم سانكتوم سانكتوروم. بعد انقلاب مدبر من قبل نورمان أوزبورن البديل والذي أدى إلى هروب الأشرار من الأسر وفقدان عمة بيتر ماي حياتها في هذه العملية عندما قتلها أوزبورن، يستدعي نيد عن طريق الخطأ اثنين من رجال العنكبوت البديلين، المشار إليهما باسم " بيتر الثاني " و" بيتر الثالث "، الذين يساعدون باركر الكون الرئيسي في علاج الأشرار. يتبادل نيد وإم جي الوداع الأخير مع باركر قبل أن يلقي سترينج تعويذة تمحو ذكريات العالم عن باركر وترسل الأفراد النازحين إلى واقعهم، متخليًا عن صداقة نيد مع باركر تمامًا. إنه أمريكي من أصل فلبيني.

### دارسي لويس
الدكتورة دارسي لويس (تجسدها كات دينينجز) هو شخصية أصلية في عالم مارفل السينمائي، وغالبًا ما يعمل كنوع من الإغاثة الكوميدية.  في عامي 2011 و2013، كانت في الأصل طالبة متخصصة في العلوم السياسية في جامعة كولفر وباحثة مساعدة متطوعة لعالمة الفيزياء الفلكية جين فوستر لأن دارسي كان بحاجة إلى الاعتماد على الكلية.   بحلول عام 2023، حصلت على درجة الدكتوراه في الفيزياء الفلكية.

### لوني لينكولن / تومبستون
لوني لينكولن (بصوت يوجين بيرد) هو لاعب كرة قدم سابق وزميل بيتر باركر في مدرسة روكفورد تي بيلز الثانوية في عالم بديل. ينضم على مضض إلى عصابة شارع 110 لمنع شقيقه الأصغر أندريه من الانضمام إليهم. حصل لاحقًا على لقب تومبستون بعد إنقاذ زعيم العصابة، بيغ دونوفان، من ماك غارغان. أثناء معركة لاحقة مع جارجان، يفر دونوفان بينما يتعرض لوني لغاز غامض تم تطويره بواسطة أوتو أوكتافيوس ويكتسب قوة خارقة ومتانة. مع رحيل دونوفان، أصبح لوني الزعيم الجديد للفرقة 110.

### ليز
ليز (تجسدها لورا هارير) هي طالبة في السنة الأخيرة في مدرسة ميدتاون للعلوم والتكنولوجيا وتقود فريق العشاري. هي ابنة أدريان تومز وحبيبة بيتر باركر الأولى. تترك مدرسة بيتر وتنتقل إلى ولاية أخرى بعد اعتقال والدها.

### ليست
الدكتور ليست (يجسد شخصيته هنري غودمان) هو عالم هيدرا الذي أجرى التجارب على صولجان لوكي والتوأم بيترو وواندا ماكسيموف. أصبح الدكتور ليست لاحقًا أحد رؤساء الهيدرا بعد وفاة دانيال وايت هول، كما ذكر كيبو، واشتبك مع فريق شيلد التابع لفيل كولسون. أثناء هجوم المنتقمون على قاعدة هيدرا سوكوفيا، قُتل الدكتور ليست على يد توني ستارك.

### مايا لوبيز / إيكو
مايا لوبيز (التي جسدتها ألاكوا كوكس)، والمعروفة أيضًا باسم إيكو، هي من أصل أمريكي أصلي وهي صماء. هي ابنة ويليام لوبيز وابنة أخ ويلسون فيسك بالتبني. عندما قُتل ويليام على يد كلينت بارتون أثناء الومضة ، أصبحت الزعيمة الجديدة لـ رازر الأسود . في عام 2024، تقود لوبيز المافيا ضد بارتون وكيت بيشوب، حتى تكتشف أن فيسك هو من دبر موت ويليام.

#### عائلة لوبيز
ويليام لوبيز (قام بدوره زان ماكلارنون) وتالوا (قام بدورها كاتارينا زيرفوجل) هما والدا مايا لوبيز. ويليام هو الزعيم السابق لعصابة مافيا البدلات الرياضية وتم قتله على يد كلينت بارتون أثناء وجوده في دور رونين في الومضة، على الرغم من أن الأحداث تم الكشف عنها على أنها من تدبير رئيس لوبيز ويلسون فيسك. هنري " الغراب الأسود " لوبيز (قام بدوره تشاسك سبنسر) هو عم مايا وشقيق ويليام، الذي يمتلك حلبة تزلج محلية ولا يزال مرتبطًا بإمبراطورية فيسك الإجرامية. تشولا (التي جسدتها تانتو كاردينال) هي جدة مايا المنفصلة عنها وسليلة قبيلة تشوكتاو. بوني (التي جسدتها ديفيري جاكوبس) هي ابنة عم مايا لوبيز وسليلة قبيلة تشوكتاو، التي أصبحت عضوًا في قسم إطفاء تاماها في مرحلة البلوغ. بسكويتس (يجسد شخصيته كودي لايتنينج) هو ابن عم مايا لوبيز وعضو في قبيلة تشوكتاو. سكالي (قام بدوره غراهام غرين) هو بمثابة جد لمايا، الذي يملك متجر الرهن في المدينة. على عكس أفراد آخرين من عائلة مايا المنفصلة، فإن سكولي أكثر استعدادًا لإيجاد طريقة للمضي قدمًا في علاقتهما.

### لويس
لويس (يجسد دوره مايكل بينا) هو أفضل صديق لسكوت لانغ، ويعمل حليفًا له ووسيطًا إجراميًا سابقًا. يمتلك موهبة خاصة في سرد القصص، وغالبًا ما يكون بمثابة مصدر للترفيه الكوميدي في أفلام الرجل النملة.

### ليلى
ليلى (بصوت ليندا كارديليني) هي ثعلب مائي معزز وراثيًا بأطراف إلكترونية تم إنشاؤها بواسطة التطور العالي كجزء من الدفعة 89، إلى جانب تيفس، وفلور، وروكيت.  بعد اكتشافهم أن خالقهم كان ينوي قتلهم، حاولت المجموعة الهروب، لكن التطوري العالي ورجاله تمكنوا من قتلهم جميعًا باستثناء روكيت.  في الوقت الحاضر، يلتقي روكيت لفترة وجيزة بأصدقائه أثناء تجربة الاقتراب من الموت، حيث تشجع ليلى روكيت على الاستمرار في الحياة. 

## أنظر أيضا
- شخصيات عالم مارفل السينمائي: من م إلى ز
- فصائل عالم مارفل السينمائي
- فرق ومنظمات عالم مارفل السينمائي